# 1882
Portal Geschichte | Portal Biografien | Aktuelle Ereignisse | Jahreskalender | Tagesartikel

◄ |
18. Jahrhundert |
19. Jahrhundert
| 20. Jahrhundert | ►

◄ |
1850er |
1860er |
1870er |
1880er
| 1890er | 1900er | 1910er | ►

◄◄ |
◄ |
1878 |
1879 |
1880 |
1881 |
1882
| 1883 | 1884 | 1885 | 1886 | ► | ►►
Staatsoberhäupter · Wahlen · Nekrolog   · Musikjahr   · Sportjahr
| Januar | Januar | Januar | Januar | Januar | Januar | Januar | Januar |
| Kw     | Mo     | Di     | Mi     | Do     | Fr     | Sa     | So     |
| ------ | ------ | ------ | ------ | ------ | ------ | ------ | ------ |
| 52     |        |        |        |        |        |        | 1      |
| 1      | 2      | 3      | 4      | 5      | 6      | 7      | 8      |
| 2      | 9      | 10     | 11     | 12     | 13     | 14     | 15     |
| 3      | 16     | 17     | 18     | 19     | 20     | 21     | 22     |
| 4      | 23     | 24     | 25     | 26     | 27     | 28     | 29     |
| 5      | 30     | 31     |        |        |        |        |        |

| Februar | Februar | Februar | Februar | Februar | Februar | Februar | Februar |
| Kw      | Mo      | Di      | Mi      | Do      | Fr      | Sa      | So      |
| ------- | ------- | ------- | ------- | ------- | ------- | ------- | ------- |
| 5       |         |         | 1       | 2       | 3       | 4       | 5       |
| 6       | 6       | 7       | 8       | 9       | 10      | 11      | 12      |
| 7       | 13      | 14      | 15      | 16      | 17      | 18      | 19      |
| 8       | 20      | 21      | 22      | 23      | 24      | 25      | 26      |
| 9       | 27      | 28      |         |         |         |         |         |

| März | März | März | März | März | März | März | März |
| Kw   | Mo   | Di   | Mi   | Do   | Fr   | Sa   | So   |
| ---- | ---- | ---- | ---- | ---- | ---- | ---- | ---- |
| 9    |      |      | 1    | 2    | 3    | 4    | 5    |
| 10   | 6    | 7    | 8    | 9    | 10   | 11   | 12   |
| 11   | 13   | 14   | 15   | 16   | 17   | 18   | 19   |
| 12   | 20   | 21   | 22   | 23   | 24   | 25   | 26   |
| 13   | 27   | 28   | 29   | 30   | 31   |      |      |

| April | April | April | April | April | April | April | April |
| Kw    | Mo    | Di    | Mi    | Do    | Fr    | Sa    | So    |
| ----- | ----- | ----- | ----- | ----- | ----- | ----- | ----- |
| 13    |       |       |       |       |       | 1     | 2     |
| 14    | 3     | 4     | 5     | 6     | 7     | 8     | 9     |
| 15    | 10    | 11    | 12    | 13    | 14    | 15    | 16    |
| 16    | 17    | 18    | 19    | 20    | 21    | 22    | 23    |
| 17    | 24    | 25    | 26    | 27    | 28    | 29    | 30    |

| Mai | Mai | Mai | Mai | Mai | Mai | Mai | Mai |
| Kw  | Mo  | Di  | Mi  | Do  | Fr  | Sa  | So  |
| --- | --- | --- | --- | --- | --- | --- | --- |
| 18  | 1   | 2   | 3   | 4   | 5   | 6   | 7   |
| 19  | 8   | 9   | 10  | 11  | 12  | 13  | 14  |
| 20  | 15  | 16  | 17  | 18  | 19  | 20  | 21  |
| 21  | 22  | 23  | 24  | 25  | 26  | 27  | 28  |
| 22  | 29  | 30  | 31  |     |     |     |     |

| Juni | Juni | Juni | Juni | Juni | Juni | Juni | Juni |
| Kw   | Mo   | Di   | Mi   | Do   | Fr   | Sa   | So   |
| ---- | ---- | ---- | ---- | ---- | ---- | ---- | ---- |
| 22   |      |      |      | 1    | 2    | 3    | 4    |
| 23   | 5    | 6    | 7    | 8    | 9    | 10   | 11   |
| 24   | 12   | 13   | 14   | 15   | 16   | 17   | 18   |
| 25   | 19   | 20   | 21   | 22   | 23   | 24   | 25   |
| 26   | 26   | 27   | 28   | 29   | 30   |      |      |

| Juli | Juli | Juli | Juli | Juli | Juli | Juli | Juli |
| Kw   | Mo   | Di   | Mi   | Do   | Fr   | Sa   | So   |
| ---- | ---- | ---- | ---- | ---- | ---- | ---- | ---- |
| 26   |      |      |      |      |      | 1    | 2    |
| 27   | 3    | 4    | 5    | 6    | 7    | 8    | 9    |
| 28   | 10   | 11   | 12   | 13   | 14   | 15   | 16   |
| 29   | 17   | 18   | 19   | 20   | 21   | 22   | 23   |
| 30   | 24   | 25   | 26   | 27   | 28   | 29   | 30   |
| 31   | 31   |      |      |      |      |      |      |

| August | August | August | August | August | August | August | August |
| Kw     | Mo     | Di     | Mi     | Do     | Fr     | Sa     | So     |
| ------ | ------ | ------ | ------ | ------ | ------ | ------ | ------ |
| 31     |        | 1      | 2      | 3      | 4      | 5      | 6      |
| 32     | 7      | 8      | 9      | 10     | 11     | 12     | 13     |
| 33     | 14     | 15     | 16     | 17     | 18     | 19     | 20     |
| 34     | 21     | 22     | 23     | 24     | 25     | 26     | 27     |
| 35     | 28     | 29     | 30     | 31     |        |        |        |

| September | September | September | September | September | September | September | September |
| Kw        | Mo        | Di        | Mi        | Do        | Fr        | Sa        | So        |
| --------- | --------- | --------- | --------- | --------- | --------- | --------- | --------- |
| 35        |           |           |           |           | 1         | 2         | 3         |
| 36        | 4         | 5         | 6         | 7         | 8         | 9         | 10        |
| 37        | 11        | 12        | 13        | 14        | 15        | 16        | 17        |
| 38        | 18        | 19        | 20        | 21        | 22        | 23        | 24        |
| 39        | 25        | 26        | 27        | 28        | 29        | 30        |           |

| Oktober | Oktober | Oktober | Oktober | Oktober | Oktober | Oktober | Oktober |
| Kw      | Mo      | Di      | Mi      | Do      | Fr      | Sa      | So      |
| ------- | ------- | ------- | ------- | ------- | ------- | ------- | ------- |
| 39      |         |         |         |         |         |         | 1       |
| 40      | 2       | 3       | 4       | 5       | 6       | 7       | 8       |
| 41      | 9       | 10      | 11      | 12      | 13      | 14      | 15      |
| 42      | 16      | 17      | 18      | 19      | 20      | 21      | 22      |
| 43      | 23      | 24      | 25      | 26      | 27      | 28      | 29      |
| 44      | 30      | 31      |         |         |         |         |         |

| November | November | November | November | November | November | November | November |
| Kw       | Mo       | Di       | Mi       | Do       | Fr       | Sa       | So       |
| -------- | -------- | -------- | -------- | -------- | -------- | -------- | -------- |
| 44       |          |          | 1        | 2        | 3        | 4        | 5        |
| 45       | 6        | 7        | 8        | 9        | 10       | 11       | 12       |
| 46       | 13       | 14       | 15       | 16       | 17       | 18       | 19       |
| 47       | 20       | 21       | 22       | 23       | 24       | 25       | 26       |
| 48       | 27       | 28       | 29       | 30       |          |          |          |

| Dezember | Dezember | Dezember | Dezember | Dezember | Dezember | Dezember | Dezember |
| Kw       | Mo       | Di       | Mi       | Do       | Fr       | Sa       | So       |
| -------- | -------- | -------- | -------- | -------- | -------- | -------- | -------- |
| 48       |          |          |          |          | 1        | 2        | 3        |
| 49       | 4        | 5        | 6        | 7        | 8        | 9        | 10       |
| 50       | 11       | 12       | 13       | 14       | 15       | 16       | 17       |
| 51       | 18       | 19       | 20       | 21       | 22       | 23       | 24       |
| 52       | 25       | 26       | 27       | 28       | 29       | 30       | 31       |

| Januar | Januar | Januar | Januar | Januar | Januar | Januar | Januar |
| Kw     | Mo     | Di     | Mi     | Do     | Fr     | Sa     | So     |
| ------ | ------ | ------ | ------ | ------ | ------ | ------ | ------ |
| 52     |        |        |        |        |        |        | 1      |
| 1      | 2      | 3      | 4      | 5      | 6      | 7      | 8      |
| 2      | 9      | 10     | 11     | 12     | 13     | 14     | 15     |
| 3      | 16     | 17     | 18     | 19     | 20     | 21     | 22     |
| 4      | 23     | 24     | 25     | 26     | 27     | 28     | 29     |
| 5      | 30     | 31     |        |        |        |        |        |

| Februar | Februar | Februar | Februar | Februar | Februar | Februar | Februar |
| Kw      | Mo      | Di      | Mi      | Do      | Fr      | Sa      | So      |
| ------- | ------- | ------- | ------- | ------- | ------- | ------- | ------- |
| 5       |         |         | 1       | 2       | 3       | 4       | 5       |
| 6       | 6       | 7       | 8       | 9       | 10      | 11      | 12      |
| 7       | 13      | 14      | 15      | 16      | 17      | 18      | 19      |
| 8       | 20      | 21      | 22      | 23      | 24      | 25      | 26      |
| 9       | 27      | 28      |         |         |         |         |         |

| März | März | März | März | März | März | März | März |
| Kw   | Mo   | Di   | Mi   | Do   | Fr   | Sa   | So   |
| ---- | ---- | ---- | ---- | ---- | ---- | ---- | ---- |
| 9    |      |      | 1    | 2    | 3    | 4    | 5    |
| 10   | 6    | 7    | 8    | 9    | 10   | 11   | 12   |
| 11   | 13   | 14   | 15   | 16   | 17   | 18   | 19   |
| 12   | 20   | 21   | 22   | 23   | 24   | 25   | 26   |
| 13   | 27   | 28   | 29   | 30   | 31   |      |      |

| April | April | April | April | April | April | April | April |
| Kw    | Mo    | Di    | Mi    | Do    | Fr    | Sa    | So    |
| ----- | ----- | ----- | ----- | ----- | ----- | ----- | ----- |
| 13    |       |       |       |       |       | 1     | 2     |
| 14    | 3     | 4     | 5     | 6     | 7     | 8     | 9     |
| 15    | 10    | 11    | 12    | 13    | 14    | 15    | 16    |
| 16    | 17    | 18    | 19    | 20    | 21    | 22    | 23    |
| 17    | 24    | 25    | 26    | 27    | 28    | 29    | 30    |

| Mai | Mai | Mai | Mai | Mai | Mai | Mai | Mai |
| Kw  | Mo  | Di  | Mi  | Do  | Fr  | Sa  | So  |
| --- | --- | --- | --- | --- | --- | --- | --- |
| 18  | 1   | 2   | 3   | 4   | 5   | 6   | 7   |
| 19  | 8   | 9   | 10  | 11  | 12  | 13  | 14  |
| 20  | 15  | 16  | 17  | 18  | 19  | 20  | 21  |
| 21  | 22  | 23  | 24  | 25  | 26  | 27  | 28  |
| 22  | 29  | 30  | 31  |     |     |     |     |

| Juni | Juni | Juni | Juni | Juni | Juni | Juni | Juni |
| Kw   | Mo   | Di   | Mi   | Do   | Fr   | Sa   | So   |
| ---- | ---- | ---- | ---- | ---- | ---- | ---- | ---- |
| 22   |      |      |      | 1    | 2    | 3    | 4    |
| 23   | 5    | 6    | 7    | 8    | 9    | 10   | 11   |
| 24   | 12   | 13   | 14   | 15   | 16   | 17   | 18   |
| 25   | 19   | 20   | 21   | 22   | 23   | 24   | 25   |
| 26   | 26   | 27   | 28   | 29   | 30   |      |      |

| Juli | Juli | Juli | Juli | Juli | Juli | Juli | Juli |
| Kw   | Mo   | Di   | Mi   | Do   | Fr   | Sa   | So   |
| ---- | ---- | ---- | ---- | ---- | ---- | ---- | ---- |
| 26   |      |      |      |      |      | 1    | 2    |
| 27   | 3    | 4    | 5    | 6    | 7    | 8    | 9    |
| 28   | 10   | 11   | 12   | 13   | 14   | 15   | 16   |
| 29   | 17   | 18   | 19   | 20   | 21   | 22   | 23   |
| 30   | 24   | 25   | 26   | 27   | 28   | 29   | 30   |
| 31   | 31   |      |      |      |      |      |      |

| August | August | August | August | August | August | August | August |
| Kw     | Mo     | Di     | Mi     | Do     | Fr     | Sa     | So     |
| ------ | ------ | ------ | ------ | ------ | ------ | ------ | ------ |
| 31     |        | 1      | 2      | 3      | 4      | 5      | 6      |
| 32     | 7      | 8      | 9      | 10     | 11     | 12     | 13     |
| 33     | 14     | 15     | 16     | 17     | 18     | 19     | 20     |
| 34     | 21     | 22     | 23     | 24     | 25     | 26     | 27     |
| 35     | 28     | 29     | 30     | 31     |        |        |        |

| September | September | September | September | September | September | September | September |
| Kw        | Mo        | Di        | Mi        | Do        | Fr        | Sa        | So        |
| --------- | --------- | --------- | --------- | --------- | --------- | --------- | --------- |
| 35        |           |           |           |           | 1         | 2         | 3         |
| 36        | 4         | 5         | 6         | 7         | 8         | 9         | 10        |
| 37        | 11        | 12        | 13        | 14        | 15        | 16        | 17        |
| 38        | 18        | 19        | 20        | 21        | 22        | 23        | 24        |
| 39        | 25        | 26        | 27        | 28        | 29        | 30        |           |

| Oktober | Oktober | Oktober | Oktober | Oktober | Oktober | Oktober | Oktober |
| Kw      | Mo      | Di      | Mi      | Do      | Fr      | Sa      | So      |
| ------- | ------- | ------- | ------- | ------- | ------- | ------- | ------- |
| 39      |         |         |         |         |         |         | 1       |
| 40      | 2       | 3       | 4       | 5       | 6       | 7       | 8       |
| 41      | 9       | 10      | 11      | 12      | 13      | 14      | 15      |
| 42      | 16      | 17      | 18      | 19      | 20      | 21      | 22      |
| 43      | 23      | 24      | 25      | 26      | 27      | 28      | 29      |
| 44      | 30      | 31      |         |         |         |         |         |

| November | November | November | November | November | November | November | November |
| Kw       | Mo       | Di       | Mi       | Do       | Fr       | Sa       | So       |
| -------- | -------- | -------- | -------- | -------- | -------- | -------- | -------- |
| 44       |          |          | 1        | 2        | 3        | 4        | 5        |
| 45       | 6        | 7        | 8        | 9        | 10       | 11       | 12       |
| 46       | 13       | 14       | 15       | 16       | 17       | 18       | 19       |
| 47       | 20       | 21       | 22       | 23       | 24       | 25       | 26       |
| 48       | 27       | 28       | 29       | 30       |          |          |          |

| Dezember | Dezember | Dezember | Dezember | Dezember | Dezember | Dezember | Dezember |
| Kw       | Mo       | Di       | Mi       | Do       | Fr       | Sa       | So       |
| -------- | -------- | -------- | -------- | -------- | -------- | -------- | -------- |
| 48       |          |          |          |          | 1        | 2        | 3        |
| 49       | 4        | 5        | 6        | 7        | 8        | 9        | 10       |
| 50       | 11       | 12       | 13       | 14       | 15       | 16       | 17       |
| 51       | 18       | 19       | 20       | 21       | 22       | 23       | 24       |
| 52       | 25       | 26       | 27       | 28       | 29       | 30       | 31       |

## Ereignisse

### Politik und Weltgeschehen

#### Europa
- 1. Januar: Simeon Bavier wird Bundespräsident der Schweiz.

König Milan von Serbien

- 6. März: Das Fürstentum Serbien wird zum Königreich Serbien proklamiert, Milan I. wird erster König.
- 28. März: In Frankreich wird die Schulpflicht eingeführt.
- 6. Mai: Phoenix-Park-Morde – Irische Nationalisten ermorden in Dublin Frederick Charles Cavendish, den neuen britischen Irlandminister, sowie seinen Stellvertreter.
- 15. Mai: Die Maigesetze im Kaiserreich Russland schränken die Freizügigkeit der Juden im Land ein. So wird ihnen unter anderem verboten, sich außerhalb von Städten niederzulassen oder an Sonn- und Feiertagen Handel auszuüben.
- 20. Mai: Der 1879 zwischen Deutschland und Österreich geschlossene Zweibund wird durch den Beitritt Italiens zum Dreibund erweitert (bis 1914/15).
- 14. Juni: Das Kreuzbergerkenntnis des Preußischen Oberverwaltungsgerichts entscheidet, dass stadtplanerische Gestaltung nicht zu den Aufgaben der Polizei gehört.
- 16. September: Der italienische Irredentist Guglielmo Oberdan wird von der österreichischen Polizei wegen eines für den Folgetag in Triest geplanten Attentats auf Kaiser Franz Joseph I. festgenommen.
- 17. September: Kaiser Franz Joseph I. entgeht bei einem Besuch von Triest einem vom Irredentisten Donato Ragosa verübten Bombenattentat, das dieser gemeinsam mit Guglielmo Oberdan geplant hat. Zwei Zuschauer sterben.
- Düsseldorf überschreitet die 100.000-Einwohner-Grenze und wird damit zur Großstadt.

#### Afrika
- 10. März: Als erste Kolonie erwirbt das Königreich Italien die Bucht von Assab
- 11. Juni: Ermordung von 50 Ausländern in der ägyptischen Stadt Alexandria im Zuge des Urabi-Aufstandes; Evakuierung von Europäern
- 11. Juli bis 13. Juli: Schiffe der Mediterranean Fleet (ein Flottenverband der britischen Royal Navy) bombardieren Alexandria wegen der Exzesse im Juni.[1]
- 26. Juli: Die Burenrepublik Stellaland wird in Südafrika an der Grenze zum britischen Protektorat Betschuanaland gegründet.
- 29. August: Landung britischer Truppen in Port Said; Beginn der Besetzung der Suezkanalzone
- 13. September: In der Schlacht von Tel-el-Kebir in Ägypten besiegt eine britische Armee unter Garnet Joseph Wolseley die Armee Urabi Paschas und beendet damit die Urabi-Bewegung. Es beginnt die Britische Herrschaft in Ägypten.

#### Amerika
- 6. Mai: Der „Chinese Exclusion Act“ ist das erste bedeutsame US-amerikanische Gesetz, das Einwanderung einschränkt.
- 5. September: In New York wird von der gewerkschaftlichen Central Labor Union eine politische Demonstration mit anschließendem Picknick organisiert, an dem mehrere zehntausend Menschen teilnehmen. Damit entsteht in der Folgezeit der Labor Day in den USA, vergleichbar dem späteren Tag der Arbeit in anderen Ländern.

#### Asien

Nationalflagge der Joseon-Dynastie

- August: Bak Yeong-ho, der erste koreanische Botschafter in Japan, schafft die erste Flagge Koreas.

### Wirtschaft

#### Messen und Ausstellungen

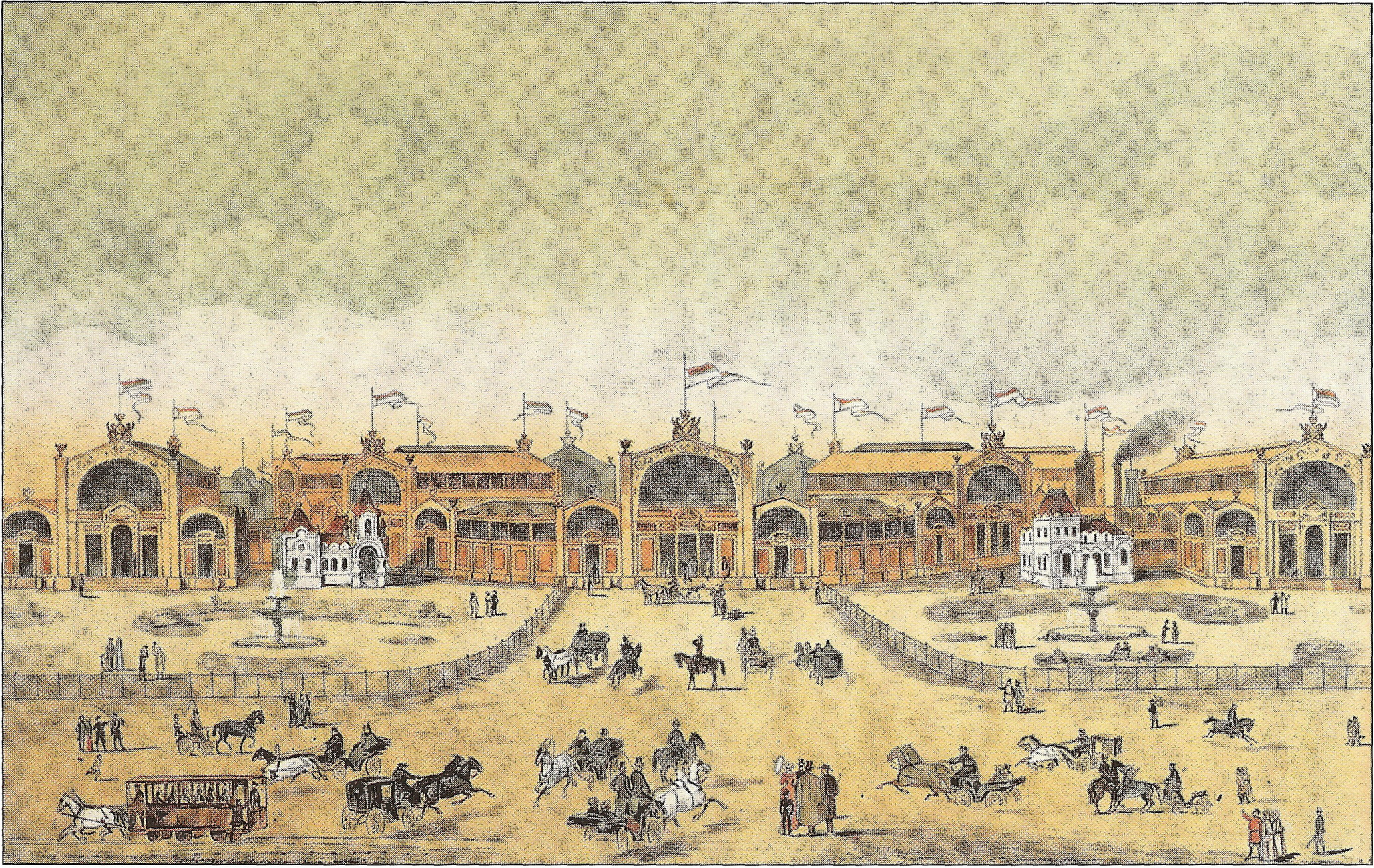
Messegelände 1882

- 19. Maijul. / 1. Junigreg.: In Moskau wird die Allrussische Industrie- und Handwerksausstellung 1882 eröffnet, an der sich 5.318 Aussteller beteiligen. Auf der Ausstellung wird erstmals eine elektrische Eisenbahn von Siemens & Halske betrieben. Für den Petersburger Juwelier Peter Carl Fabergé bedeutet die Messe den Durchbruch, da es ihm gelingt, einige kostbare Arbeiten an Kaiser Alexander III. zu verkaufen. Die Messe dauert bis zum 27. Septemberjul. / 9. Oktobergreg..

#### Patente und Unternehmensgründungen
- 2. Januar: In New York wird der Standard Oil Trust gegründet, ein Zusammenschluss (Trust) von 40 Ölgesellschaften.
- 28. März: Paul Carl Beiersdorf bekommt das Patent zur Herstellung von gestrichenem Pflaster; dieses Ereignis gilt als Gründungsdatum der Beiersdorf AG.
- 9. Mai: Das deutsche Reichspatent Nummer 22244 schützt die von Georg Meisenbach erfundene Autotypie. Dieses Druckverfahren ermöglicht die Wiedergabe gerasteter Fotos in der Presse.
- 10. Oktober: Die Bank of Japan wird als monopolistische Zentralbank gegründet.
- 22. Dezember: Die Kurfürstendamm-Gesellschaft zur Entwicklung des Kurfürstendamms und der Villenkolonie Grunewald wird gegründet. Am Kapital in Höhe von acht Millionen Mark der Gesellschaft sind die Berliner Handels-Gesellschaft, die später zur BHF-Bank fusionieren wird, und die Deutsche Bank entscheidend beteiligt.

#### Verkehr

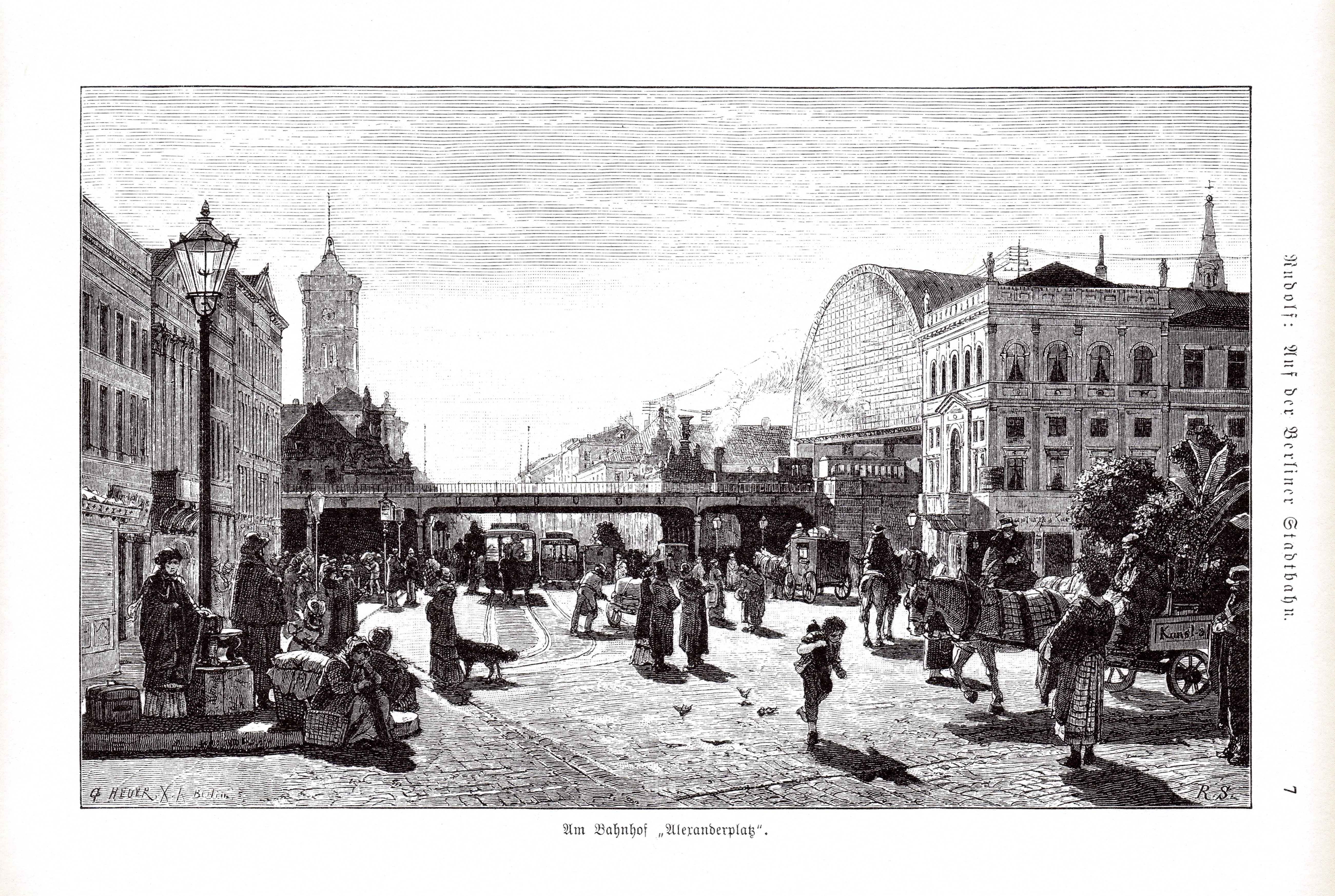
Bahnhof Alexanderplatz 1882

- 6. Februar: Kaiser Wilhelm I. befährt in einem Sonderzug die Strecke der neuen Berliner Stadtbahn. Am nächsten Tag wird diese dann für den Nahverkehr, und am 15. Mai für den Fernverkehr offiziell eröffnet.
- 22. Mai: Der Gotthardtunnel wird feierlich eröffnet und zehn Tage später der Betrieb der Gotthardbahn aufgenommen. Die Eisenbahnverbindung zwischen Göschenen und Airolo erleichtert den Personen- und Güterverkehr zwischen der Schweiz und Italien erheblich.

#### Weitere wirtschaftliche Ereignisse
- 19. Januar: Pariser Börsenkrach, ausgelöst durch den Zusammenbruch der Union Générale
- 29. April: Das deutsche Reichsgericht entscheidet, dass es sich beim Buchmachen bei Pferdewettrennen und beim Wetten am Totalisator um Glücksspiel handelt.
- 15. Juni: Wilhelm Bartelmann stellt den weltweit ersten Strandkorb an der Ostsee in Warnemünde auf. Seine Auftraggeberin, Elfriede Maltzahn, wollte trotz Rheuma ihr bekömmliches Seeklima genießen.

### Wissenschaft und Technik

#### Astronomie
- 20. März: Der französische Astronom Édouard Stephan entdeckt eine Galaxienansammlung, die später als Seyferts Sextett bekannt wird.

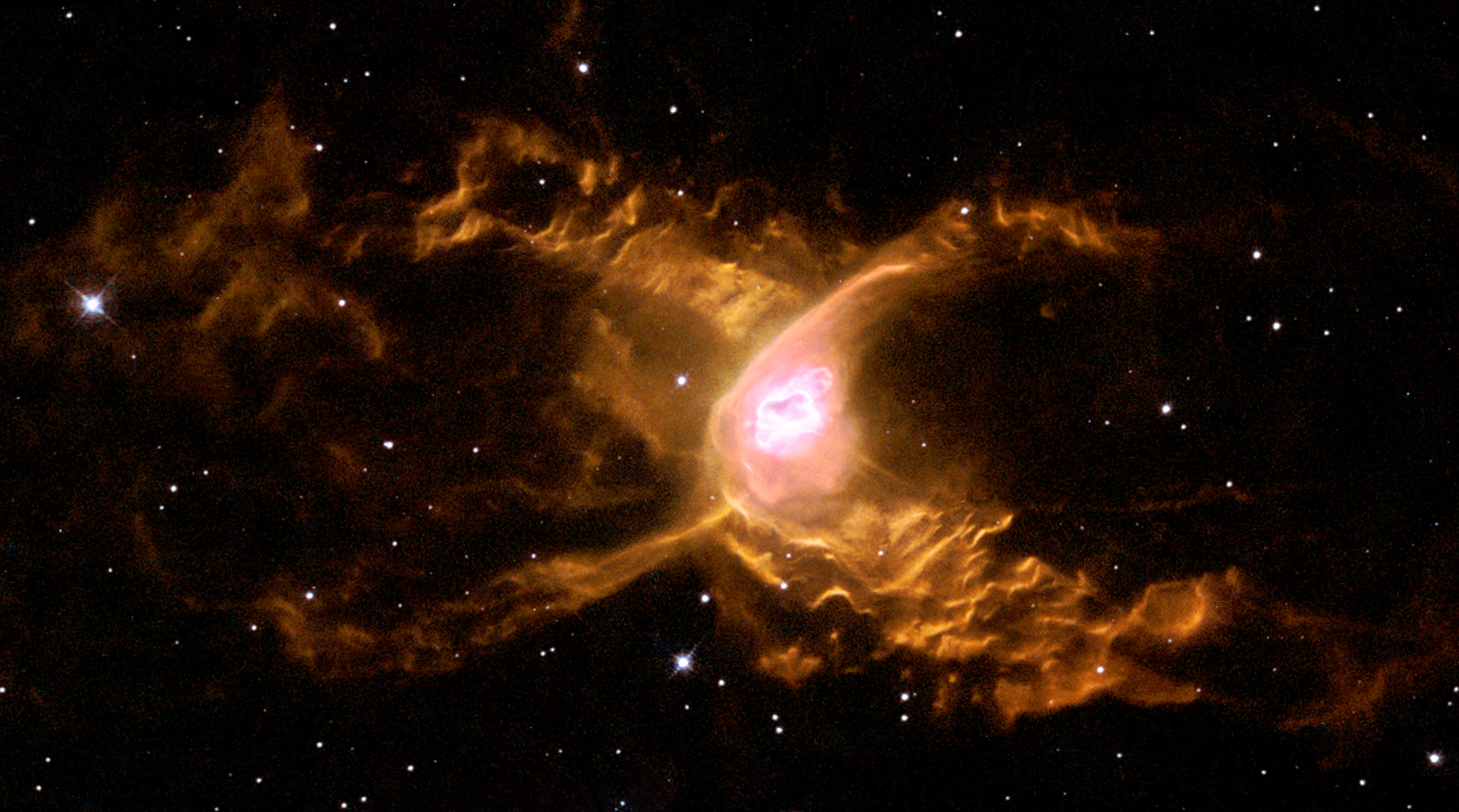
Am 15. Juli entdeckt: Red-Spider-Nebel

- 15. Juli: Der US-amerikanische Astronom Edward Charles Pickering sichtet im Sternbild Schütze den planetarischen Nebel NGC 6537, der auch als Red-Spider-Nebel bekannt ist.
- 18. August: Im Sternbild Großer Bär entdeckt der Astronom Wilhelm Tempel die Balkenspiralgalaxie mit der heutigen Katalogbezeichnung NGC 2685.
- 7. September: William Henry Finlay entdeckt den Großen Septemberkometen.
- 2. November: Édouard Stephan entdeckt die später NGC 60 genannte Galaxie im Sternbild Fische.
- 5. November: Édouard Stephan erblickt im Sternbild Andromeda die Galaxie NGC 140.
- 6. Dezember: Ein Venustransit.

#### Medizin
- 24. März: Robert Koch berichtet in einem Vortrag von seiner Entdeckung des Mycobacterium tuberculosis, des Erregers der Tuberkulose.
- 20. April: In Wiesbaden beginnt der 1. Congress für innere Medicin, auf dem die Deutsche Gesellschaft für Innere Medizin gegründet wird.

#### Sonstige wissenschaftliche Ereignisse
- 11. März: In seiner Rede an der Sorbonne zum Thema Was ist eine Nation äußert der französische Historiker Ernest Renan den Gedanken einer europäischen Gemeinschaft.

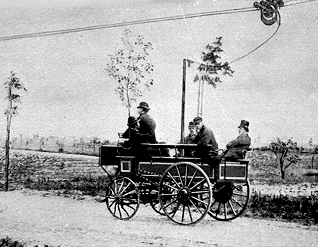
Berlin 1882, das Elektromote von Werner Siemens

- 29. April: Das Elektromote von Werner Siemens wird auf einer 540 Meter langen Versuchsstrecke in der damals noch selbständigen Villen- und Mietshaussiedlung Halensee bei Berlin vorgeführt.
- 16. September: Zwischen Miesbach und München gelingt dem Franzosen Marcel Deprez die weltweit erste große Überlandübertragung von Gleichstrom.
- 14. Oktober: In Lahore entsteht die University of the Punjab.
- In München findet die erste deutsche Elektrizitätsausstellung statt.
- In London entsteht mit dem Kraftwerk Holborn Viaduct das erste öffentliche Kohlekraftwerk der Welt. Kurz darauf folgt noch im selben Jahr das Pearl Street Station in New York.
- Niklaus Riggenbach errichtet in der portugiesischen Stadt Braga den Elevador do Bom Jesus, die älteste noch in Betrieb befindliche Wasserballastbahn der Welt.

### Kultur

#### Bildende Kunst

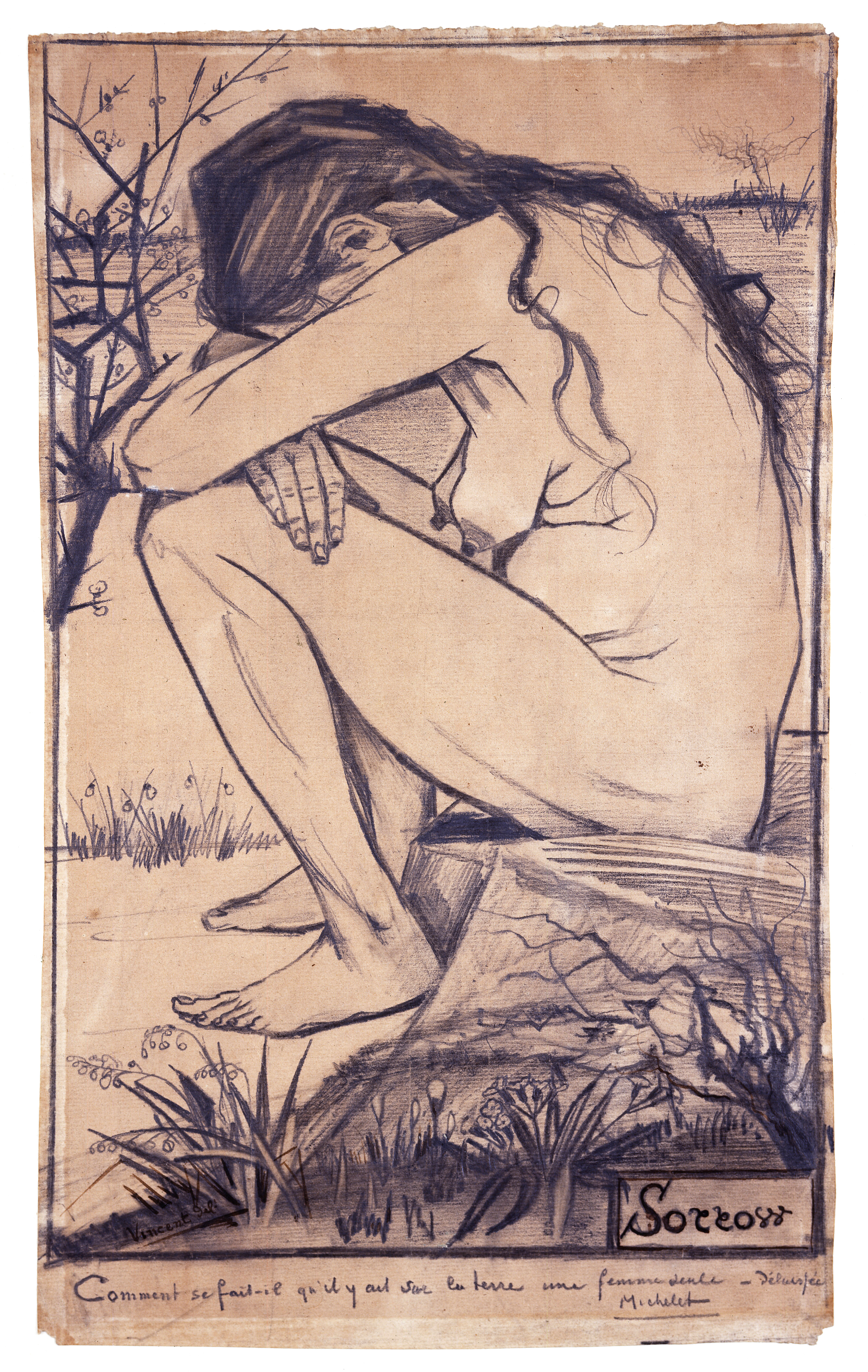
Sorrow

- Vincent van Gogh schafft die Zeichnung Sorrow.

#### Musik und Theater
- 31. Januar: Die Uraufführung der Oper Gudrun von August Klughardt erfolgt in Neustrelitz. (Nach anderen Quellen fand die UA ein Jahr früher am 31. Januar 1881 statt).

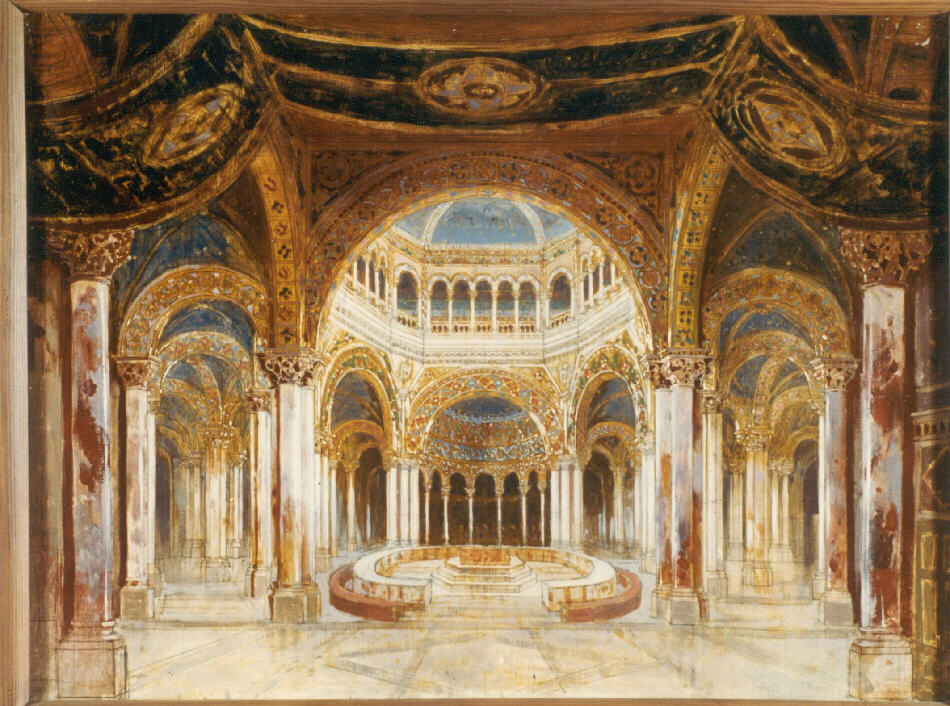
Der Gralstempel, Bühnenbild der Uraufführung

- 26. Juli: Das letzte musikdramatische Werk von Richard Wagner, das „Bühnenweihfestspiel“ Parsifal hat mit Erfolg seine Uraufführung am Bayreuther Festspielhaus. Dirigent ist Hermann Levi. Das Bühnenbild stammt von Paul von Joukowsky.
- 20. August: Die Uraufführung der Ouvertüre 1812 von Pjotr Iljitsch Tschaikowski findet in der Christ-Erlöser-Kathedrale in Moskau statt. Tschaikowski selbst betrachtet das Stück trotz seines Erfolges skeptisch und spricht ihm jeglichen künstlerischen Wert ab.
- 25. November: Das Bühnenstück Voyage à travers l’impossible von Jules Verne hat seine Uraufführung am Pariser Théâtre de la Porte Saint-Martin. Nach 97 Aufführungen in Paris geht das Stück verschollen.
- 5. Dezember: Unter dem Namen Siegfried Ochs’scher Gesangsverein gründet der Komponist Siegfried Ochs den Philharmonischen Chor Berlin als Gemischten Chor.
- 6. Dezember: Am Theater an der Wien in Wien findet die Uraufführung der Operette Der Bettelstudent von Karl Millöcker mit dem Libretto von Friedrich Zell und Richard Genée statt. Das Stück aus der Goldenen Operettenära wird zu einer der beliebtesten deutschsprachigen Operetten.
- Die Helsingin Musiikkiopisto in Helsinki wird gegründet.

#### Sonstiges

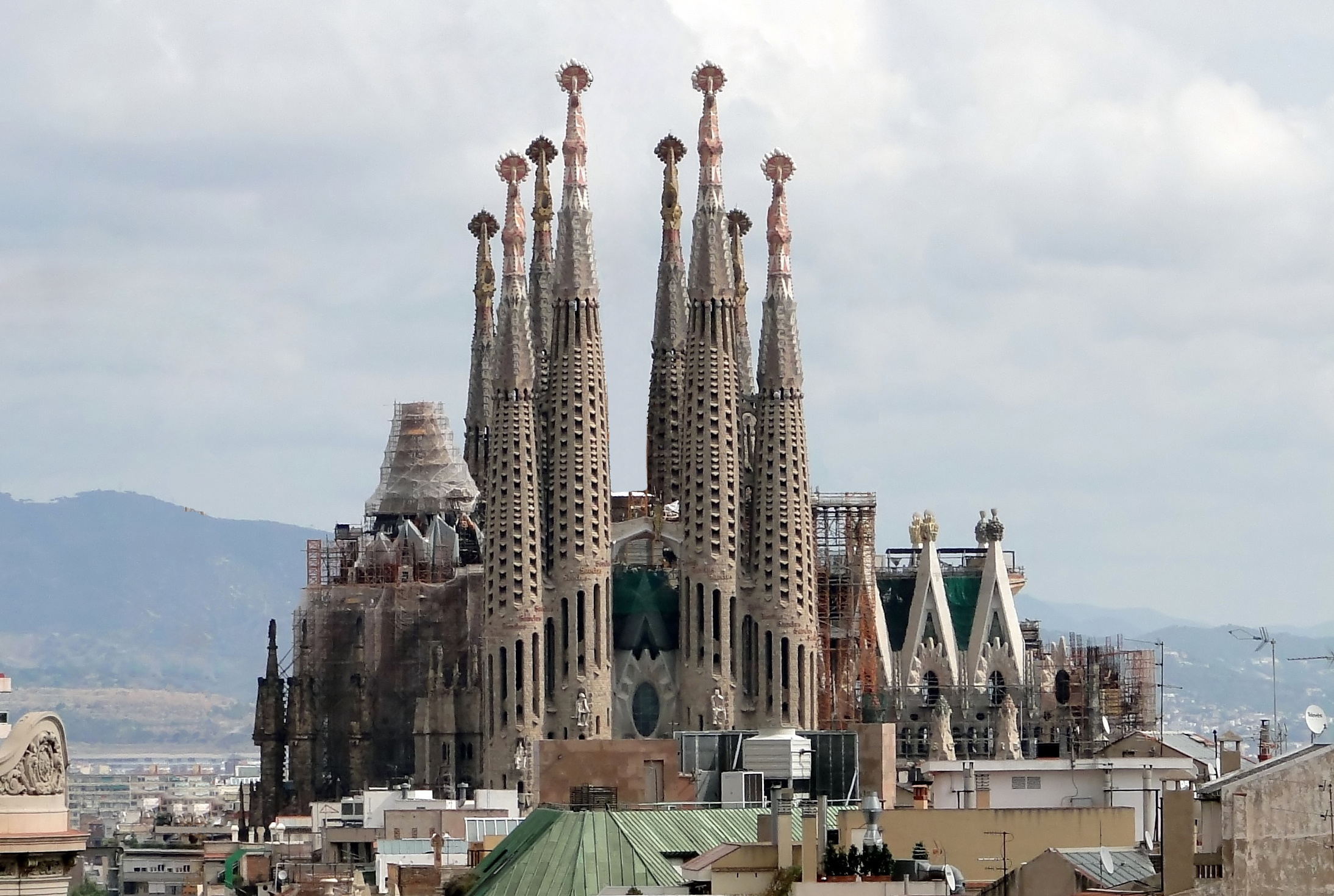
Die Sagrada Família

- 19. März: In Barcelona erfolgt die Grundsteinlegung der von Antoni Gaudí entworfenen, bis heute im Bau befindlichen Kathedrale Sagrada Família.
- 21. Oktober: Auf dem mittleren Turm des Wiener Rathauses wird der Rathausmann aufgesetzt, eine 1,8 Tonnen schwere Ritterfigur.
- Der Odenwaldklub, einer der ersten deutschen Wandervereine, wird gegründet.

### Gesellschaft

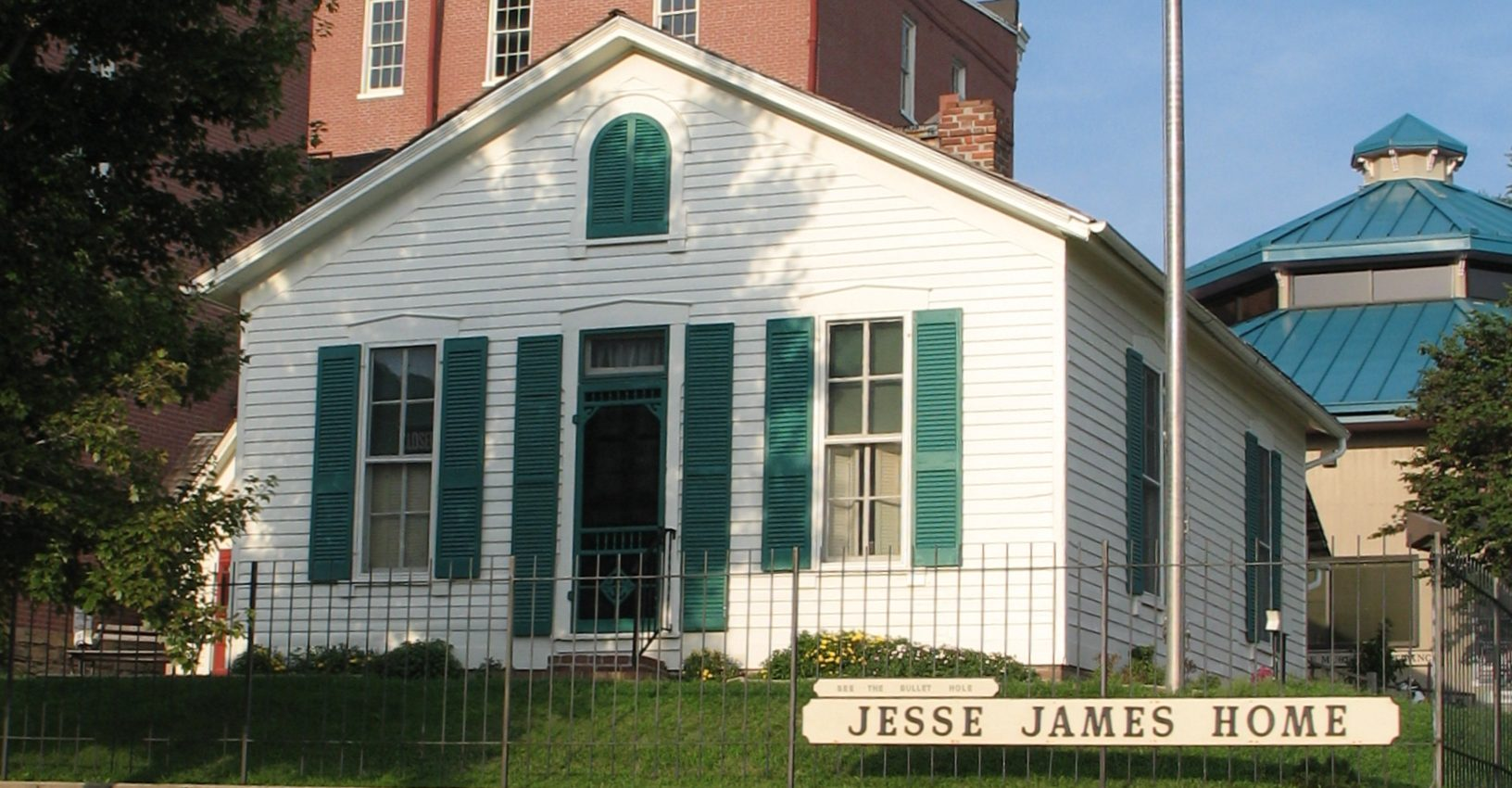
Jesse James’ Haus in St. Joseph, Missouri, wo er von Robert Ford erschossen wurde

- 3. April: Robert Ford erschießt Jesse James hinterrücks in dessen Haus in Missouri, als dieser gerade ein Bild abstaubt. Unmittelbar nach der Tat stellt Ford sich den Behörden, die ihn und seinen Bruder zu seiner Überraschung wegen Mordes verhaften, anklagen und zum Tode durch den Strang verurteilen. Das Urteil wird jedoch nicht vollstreckt und Ford erhält den von Gouverneur Thomas Theodore Crittenden schon vor der Tat zugesagten Straferlass und einen Teil des auf Jesse James ausgesetzten Kopfgeldes.
- Dezember: Der skrupellose Schausteller Robert A. Cunningham verschleppt eine Gruppe Aborigines, unter ihnen der Teenager Tagarah, bei Townsville auf sein Schiff. Er wirbt später bei seiner von 1883 bis 1888 laufenden Völkerschau, die auch durch Nordamerika und Europa führt, ganz offen mit der Behauptung, die Gruppe auf sein Schiff gelockt und entführt zu haben. Die meisten der Verschleppten überleben nicht bis zum Ende der Schau.

### Religion

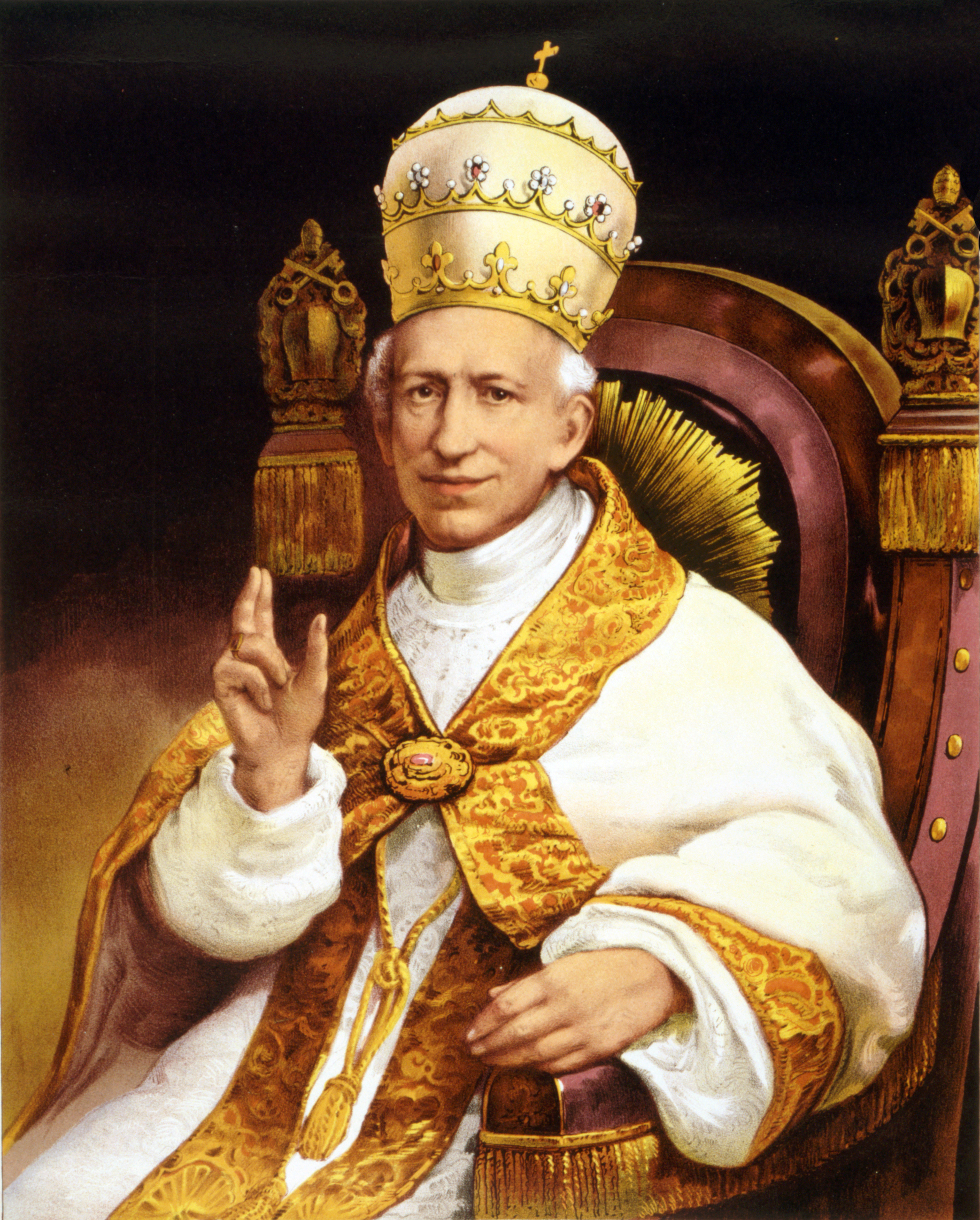
Papst Leo XIII.

- Kyrill von Alexandria wird von Papst Leo XIII. zum Kirchenlehrer ernannt.

### Katastrophen
- 3. September: Beim Zugunglück von Hugstetten kommen 64 Menschen ums Leben, 230 werden schwer verletzt. Es geht als das bis dahin schwerste und folgenreichste Eisenbahnunglück in Deutschland in die Geschichte ein.

### Natur und Umwelt
- Die Raggaschlucht in Flattach im Mölltal wird erstmals für die Öffentlichkeit zugänglich gemacht.

### Sport
- 23. Juli: Vor Düsternbrook in der Kieler Förde starten 20 Yachten zu einer Segelregatta, aus der sich in den Folgejahren die Kieler Woche entwickeln wird.
- 5. September: Die Aufnahme der ersten Mitglieder im Hotspur Football Club gilt als Gründung des britischen Fußballvereins Tottenham Hotspur.

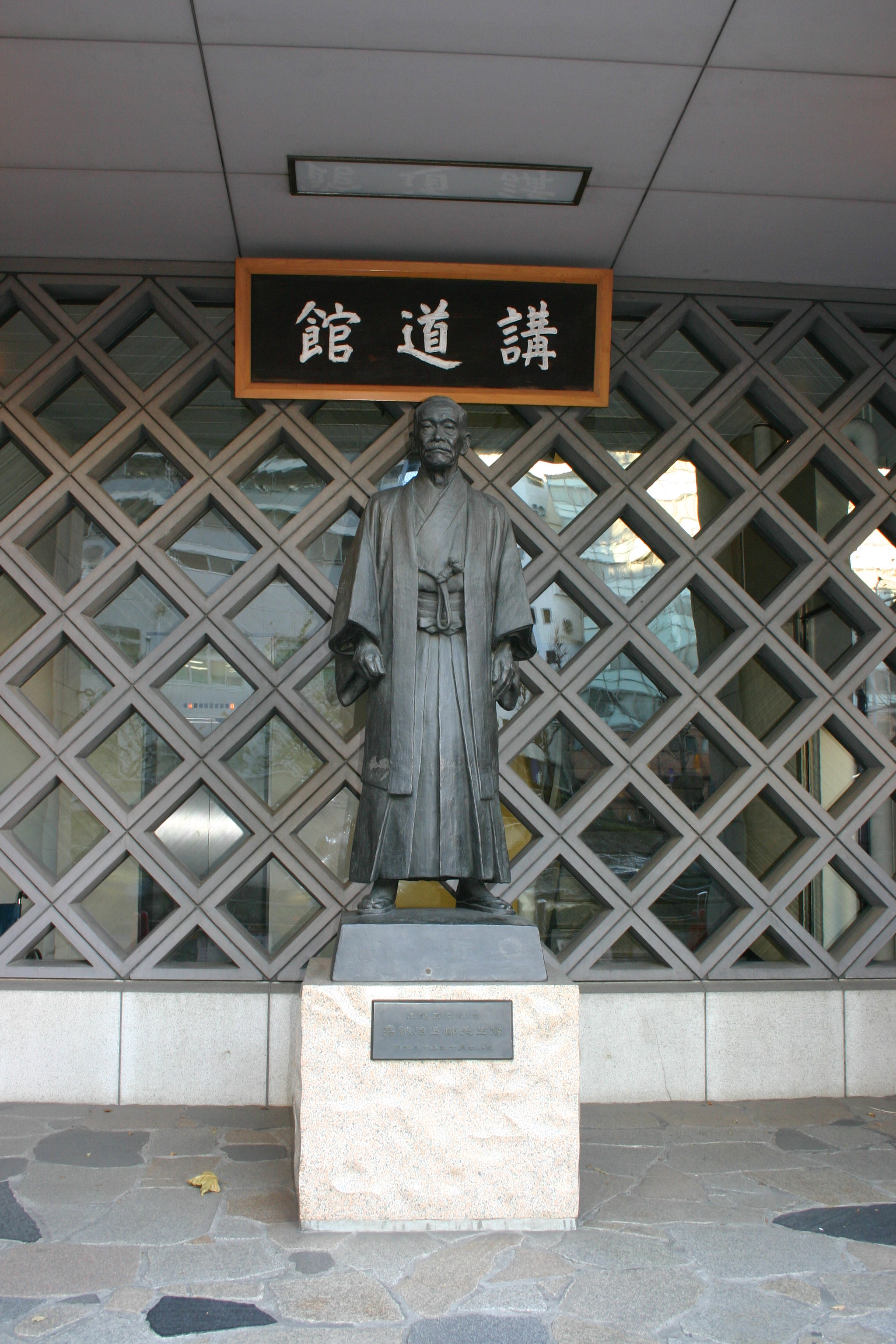
Kanō-Jigorō-Statue vor der Schule

- Kanō Jigorō gründet eine eigene Sportschule für Jiu-Jitsu, das Kōdōkan, und entwickelt in den nächsten beiden Jahren die Sportart Judo.

## Geboren

### Januar
- 01. Januar: Martin Charles Ansorge, US-amerikanischer Jurist und Politiker († 1967)
- 05. Januar: Hans Eduard Fierz (Hans Eduard Fierz-David), Schweizer Chemiker († 1953)
- 05. Januar: Clyde Tingley, US-amerikanischer Politiker († 1960)
- 06. Januar: Eugen von Kahler, deutschsprachiger Maler und Grafiker († 1911)
- 06. Januar: Fan Noli, albanischer orthodoxer Bischof und Politiker († 1965)
- 06. Januar: Ivan Olbracht, tschechischer Schriftsteller, Publizist, Journalist und Übersetzer († 1952)
- 10. Januar: Eugène Delporte, belgischer Astronom († 1955)
- 13. Januar: Alois Hitler junior, Halbbruder von Adolf Hitler († 1956)
- 13. Januar: Darius Paul Bloch, französischer General der Résistance († 1969)
- 15. Januar: Margaret von Connaught, Kronprinzessin von Schweden († 1920)
- 15. Januar: Kawada Jun, japanischer Lyriker und Wirtschaftsmanager († 1966)
- 18. Januar: Arthur Deicke, deutscher Flugzeug-Konstrukteur († 1958)
- 18. Januar: Lazare Lévy, französischer Pianist, Musikpädagoge und Komponist († 1964)
- 18. Januar: A. A. Milne, englischer Schriftsteller († 1956)
- 18. Januar: Anna Siemsen, deutsche Pädagogin und Politikerin († 1951)
- 20. Januar: Sebastião Leme da Silveira Cintra, Erzbischof von Rio de Janeiro und Kardinal († 1942)
- 21. Januar: Pawel Alexandrowitsch Florenski, russischer Religionsphilosoph († 1937)
- 22. Januar: Ernesto Drangosch, argentinischer Komponist und Pianist († 1925)
- 22. Januar: Karl Ettlinger, deutscher Schriftsteller († 1939)
- 23. Januar: Martin Steinke, deutscher Buddhist und Schriftsteller († 1966)
- 24. Januar: Harold D. Babcock, US-amerikanischer Astronom († 1968)

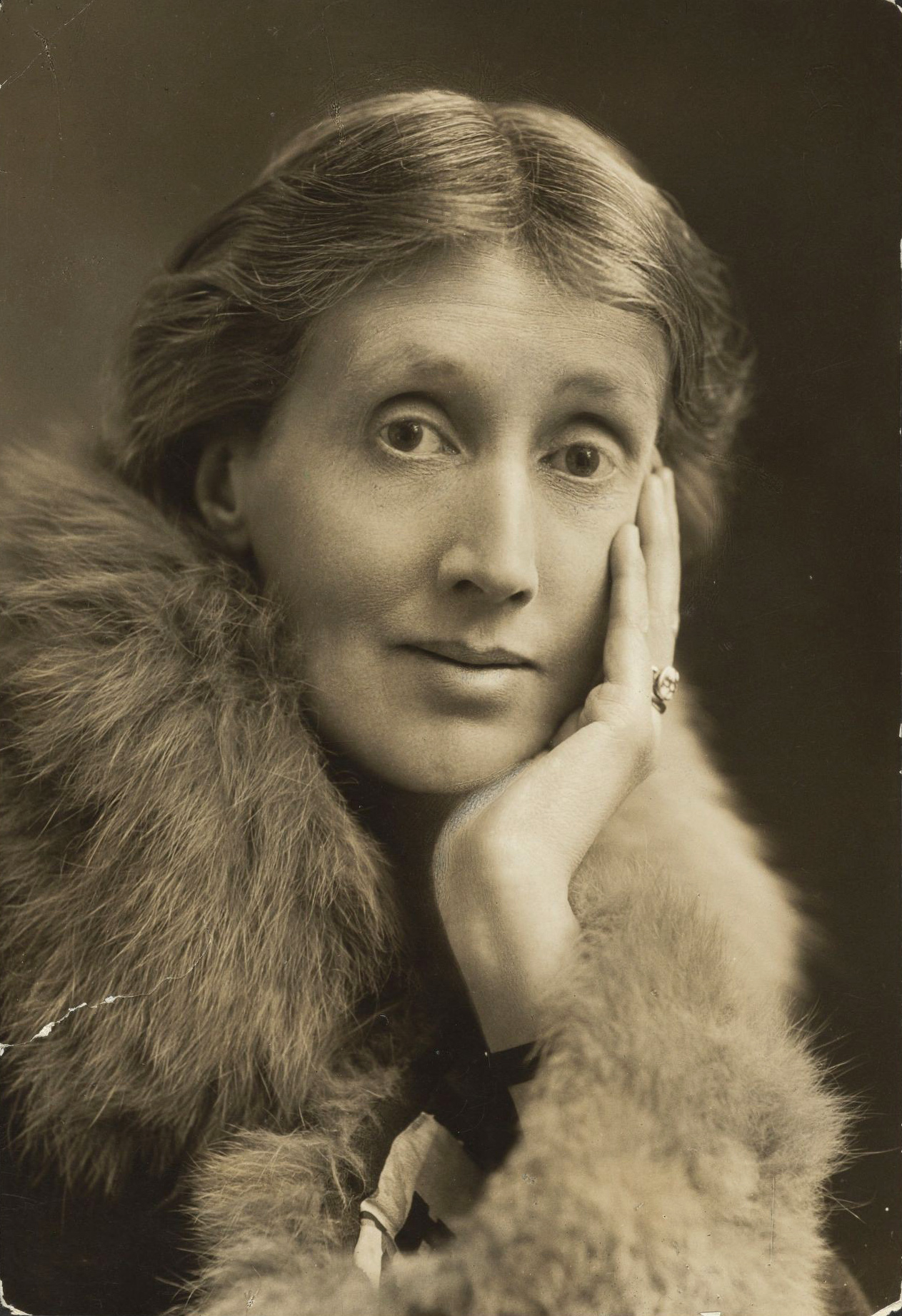
Virginia Woolf, 1927

- 25. Januar: Virginia Woolf, britische Schriftstellerin und Idol der Frauenbewegung († 1941)
- 26. Januar: Toni Attenberger, deutscher Filmregisseur, Filmproduzent, Drehbuchautor, Journalist und Schriftsteller († 1949)
- 27. Januar: Hélène Brion, französische Feministin († 1962)
- 28. Januar: Pascual Orozco, mexikanischer Revolutionär und General († 1915)
- 29. Januar: Paul Goerens, deutscher Professor und Metallurge († 1945)

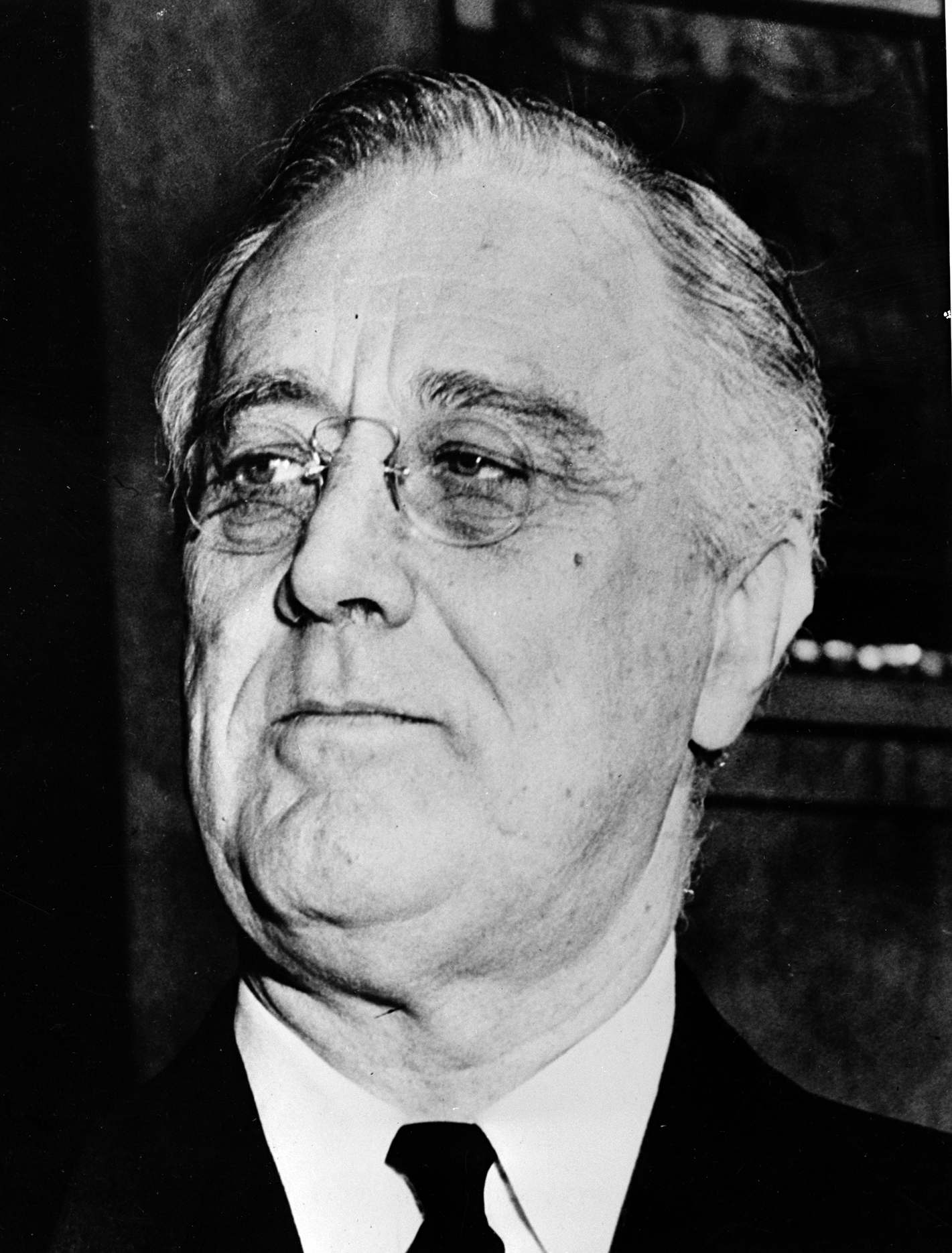
Franklin D. Roosevelt, 1942

- 30. Januar: Franklin D. Roosevelt, US-amerikanischer Politiker, 32. Präsident der USA († 1945)

### Februar
- 01. Februar: Andreas von Griechenland, griechischer Prinz († 1944)
- 01. Februar: Louis Saint-Laurent, kanadischer Politiker († 1973)
- 02. Februar: Candelario Huízar, mexikanischer Komponist († 1970)

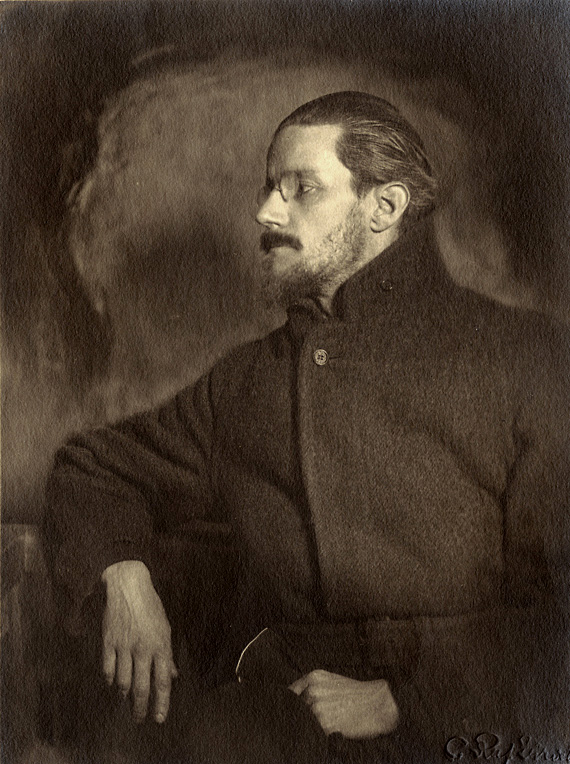
James Joyce, ca. 1918

- 02. Februar: James Joyce, irischer Schriftsteller († 1941)
- 02. Februar: Geoffrey O’Hara, kanadischer Sänger und Komponist († 1967)
- 04. Februar: Erich Aschenheim, deutscher Medizinalrat und Hochschullehrer († 1941)
- 04. Februar: Raúl Borges, kolumbianischer Komponist, Gitarrist und Musikpädagoge († 1967)
- 04. Februar: E. J. Pratt, kanadischer Schriftsteller, Hochschullehrer und Kritiker († 1964)
- 05. Februar: August Kopff, deutscher Astronom († 1960)
- 05. Februar: Louis Wagner, französischer Automobilrennfahrer († 1960)
- 08. Februar: Karl Hayd, österreichischer Maler und Grafiker († 1945)
- 08. Februar: Thomas E. Selfridge, US-amerikanischer Offizier, Luftfahrtpionier († 1908)
- 09. Februar: Arthur Duray, französisch-US-amerikanischer Automobilrennfahrer († 1954)
- 10. Februar: Alfred La Liberté, kanadischer Komponist, Pianist und Musikpädagoge († 1952)
- 13. Februar: Ernst Trendelenburg, deutscher Politiker, Reichsminister († 1945)
- 13. Februar: Rudolf Schneider, deutscher Marineoffizier († 1917)
- 14. Februar: Saitō Mokichi, japanischer Lyriker und Essayist († 1952)
- 14. Februar: Friedrich Hermann Ernst Schneidler, deutscher Schriftdesigner († 1956)
- 14. Februar: John Barrymore, US-amerikanischer Schauspieler († 1942)
- 15. Februar: Elisabeth Rotten, deutsche Reformpädagogin und Friedensaktivistin († 1964)
- 17. Februar: Kurt Schindler, deutsch-US-amerikanischer Dirigent und Komponist († 1935)
- 18. Februar: Malva Schalek, österreichische Malerin und Opfer des Holocaust († 1945)
- 19. Februar: Nicolai Hartmann, deutscher Philosoph († 1950)
- 20. Februar: Margarethe Faas-Hardegger, Schweizer Frauenrechtlerin und Gewerkschafterin († 1963)
- 22. Februar: Eric Gill, britischer Bildhauer, Grafiker und Typograf († 1940)
- 23. Februar: Ladislav Vycpálek, tschechischer Komponist († 1969)
- 24. Februar: Karl Fahrenhorst, deutscher Journalist und Politiker († 1945)
- 25. Februar: Roméo Beaudry, kanadischer Komponist, Musikkritiker, -produzent und -verleger († 1932)
- 26. Februar: Husband E. Kimmel, US-amerikanischer Admiral, Oberbefehlshaber der Pazifikflotte († 1968)
- 27. Februar: Edmund Glaise-Horstenau, österreichischer Vizekanzler und General der Infanterie († 1946)
- 28. Februar: B. Traven, deutscher Schriftsteller († 1969)

### März
- 01. März: Wilhelm Schomburgk, deutscher Fußballspieler und Präsident des deutschen Tennis-Bundes († 1959)
- 03. März: Elisabeth Abegg, deutsche Widerstandskämpferin († 1974)
- 05. März: Pauline Donalda, kanadische Sängerin und Gesangslehrerin († 1970)
- 05. März: Arthur Hussey, US-amerikanischer Golfer († 1915)
- 06. März: Jean-Pierre Lamboray, Luxemburger Zeichner und Grafiker († 1962)
- 06. März: Charles Moss, britischer Radrennfahrer († 1963)
- 09. März: Adolf Hamm, deutscher Organist († 1938)
- 09. März: Cyril Monk, australischer Geiger, Musikpädagoge und Komponist († 1970)
- 10. März: Hans Steinhoff, deutscher Filmregisseur († 1945)
- 11. März: Gunnar Gundersen, australischer Mathematiker, Hochschullehrer und Schachspieler († 1943)
- 12. März: Alfred Apfel, deutscher Rechtsanwalt, Strafverteidiger und Autor († 1941)
- 12. März: Alfred Goeldel-Bronikowen, deutscher Sportschütze († unbekannt)
- 12. März: Franz Krezdorn, deutscher Fußballspieler († 1914)
- 14. März: Waclaw Sierpinski, polnischer Mathematiker († 1969)
- 15. März: James Lightbody, US-amerikanischer Leichtathlet und Olympiasieger († 1953)
- 16. März: Josef Aicher, österreichischer Architekt und Baumeister († 1973)
- 16. März: Paul Lejeune-Jung, deutscher Volkswirtschaftler und Politiker; Reichstagsabgeordneter, Widerstandskämpfer, NS-Opfer († 1944)
- 17. März: Franz Grell, deutscher Drogist, Autor und Politiker († 1959)
- 18. März: Gian Francesco Malipiero, italienischer Komponist und Musikwissenschaftler († 1973)
- 19. März: Vladimir Dyck, ukrainischer Komponist und Musikpädagoge († 1943)

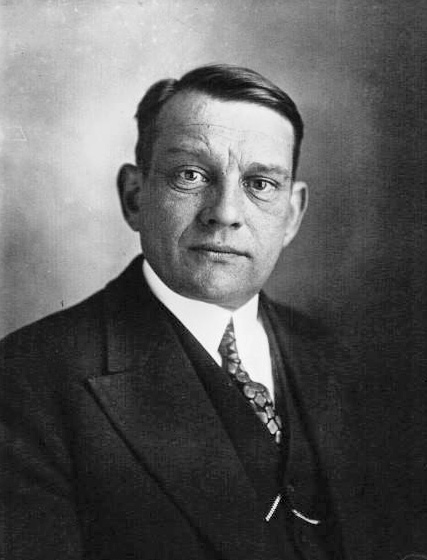
René Coty, 1948

- 20. März: René Coty, französischer Politiker und Präsident der französischen Vierten Republik († 1962)
- 20. März: Amédée Guy, französischer Politiker und Résistant († 1957)
- 20. März: Arnold Heim, Schweizer Geologe († 1965)
- 20. März: Harold Weber, US-amerikanischer Golfer († 1933)
- 21. März: Rudolf Fettweis, deutscher Beamter, Oberdirektor des Badischen Wasser- und Straßenbaus († 1956)
- 21. März: Fritzi Massary, österreichische Sängerin und Schauspielerin († 1969)
- 22. März: Oliver Gardner, US-amerikanischer Politiker († 1947)
- 23. März: Walter Friedrich August Arnold, deutscher Politiker († 1933)

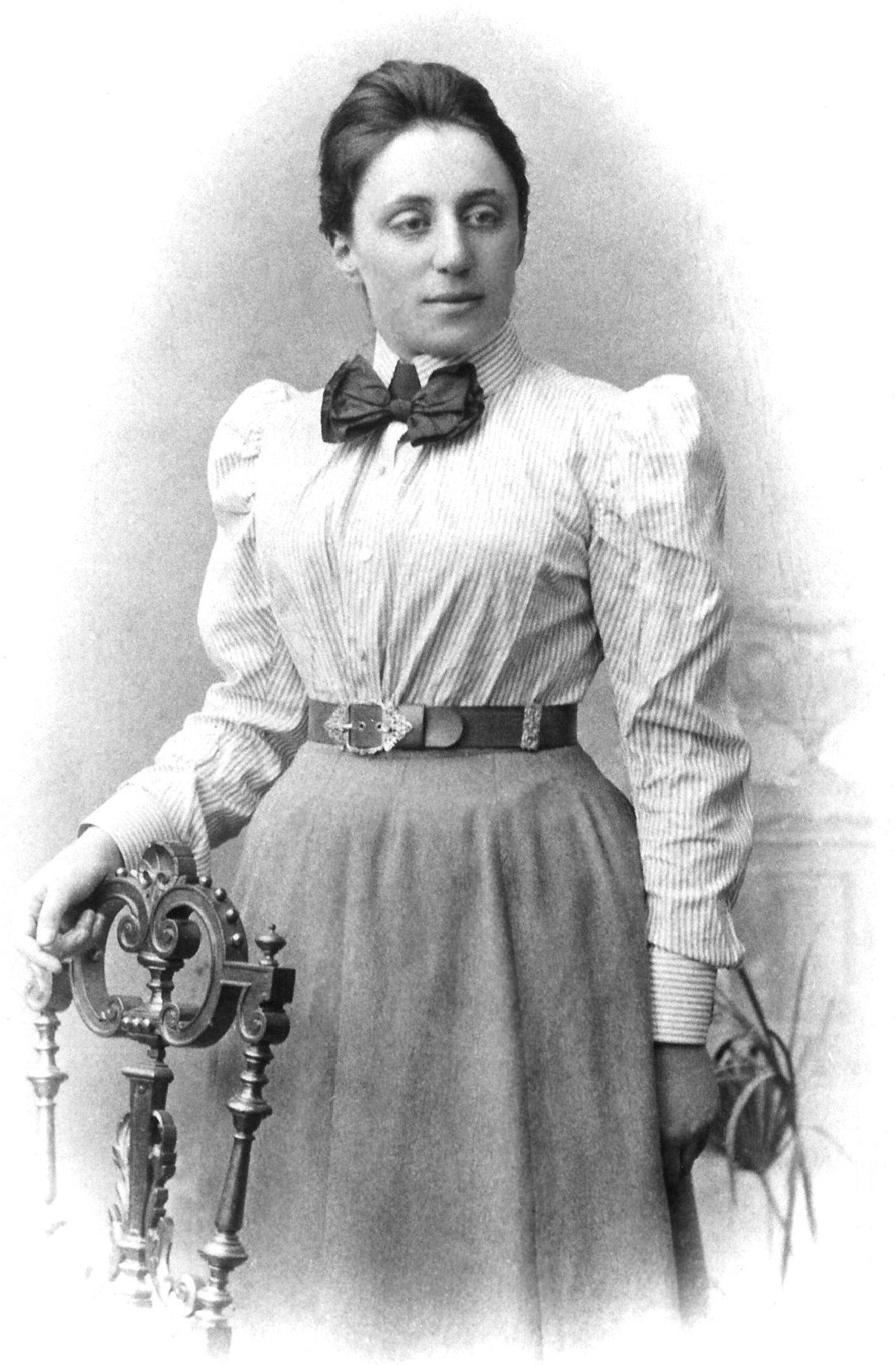
Emmy Noether

- 23. März: Emmy Noether, deutsche Mathematikerin († 1935)
- 25. März: Otto Neururer, österreichischer katholischer Pfarrer († 1940)
- 26. März: Hermann Obrecht, Schweizer Politiker († 1940)
- 28. März: Michael Amlacher, österreichischer Politiker († 1964)
- 28. März: Friedrich Andres, deutscher Religionswissenschaftler († 1947)
- 30. März: Melanie Klein, österreichisch-britische Psychoanalytikerin († 1960)
- 31. März: Kornei Tschukowski, russischer Dichter († 1969)

### April
- 01. April: Paul Anspach, belgischer Fechtsportler († 1981)
- 02. April: Herbert von Dirksen, deutscher Diplomat († 1955)
- 03. April: Hermann August Korff, deutscher Literaturhistoriker († 1963)
- 04. April: Noud Stempels, niederländischer Fußballspieler († 1970)
- 05. April: Léonel de Moustier, französischer Politiker und Résistant († 1945)

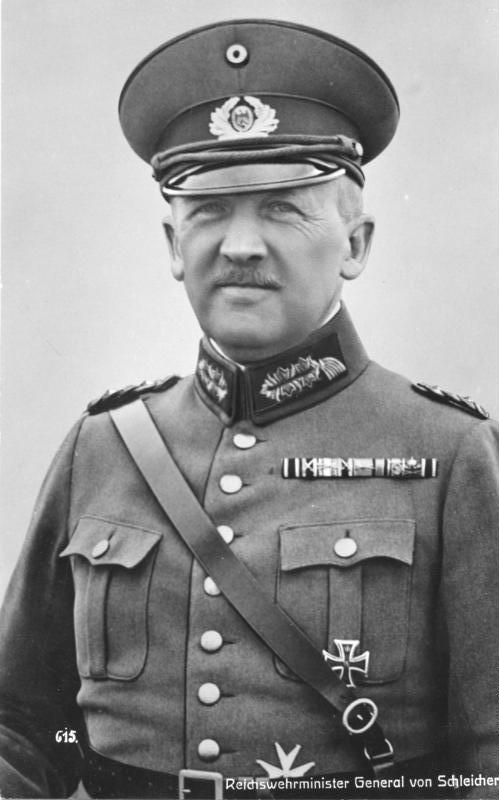
Kurt von Schleicher, 1932

- 07. April: Kurt von Schleicher, deutscher Soldat und Politiker; Generalleutnant und Reichskanzler der Weimarer Republik († 1934)
- 08. April: Dmytro Doroschenko, ukrainischer Historiker und Politiker († 1951)
- 09. April: Friedrich Franz IV., letzter Großherzog zu Mecklenburg († 1945)
- 10. April: Ludwig Hermann, deutscher Chemiker und Unternehmer († 1938)
- 11. April: Rudolf Egger, österreichischer Althistoriker und Archäologe († 1969)
- 14. April: Moritz Schlick, deutscher Physiker und Philosoph, Begründer des logischen Empirismus († 1936)
- 14. April: Rudolf Watzl, österreichischer Ringer in der Leichtgewichtsklasse († 1915)
- 15. April: Giovanni Amendola, italienischer Journalist und Politiker († 1926)
- 15. April: Pierre Ramus, österreichischer Theoretiker des Anarchismus († 1942)
- 17. April: William Murray, australischer Leichtathlet († 1977)
- 17. April: Artur Schnabel, österreichischer Pianist und Komponist († 1951)
- 18. April: Julius Edgar Lilienfeld, US-amerikanischer Physiker († 1963)
- 18. April: Leopold Stokowski, englischer Dirigent († 1977)
- 19. April: William Palmer, britischer Geher († 1967)
- 19. April: Hans Stilp, österreichischer Komponist († 1956)
- 21. April: W. H. Anderson, kanadischer Sänger, Chorleiter und Gesangspädagoge († 1955)
- 21. April: Percy Williams Bridgman, US-amerikanischer Physiker, Nobelpreisträger († 1961)
- 21. April: Ikuta Chōkō, japanischer Literaturkritiker und Übersetzer († 1936)
- 24. April: Hugh Dowding, britischer Offizier in der Royal Air Force († 1970)
- 27. April: Jessie Redmon Fauset, US-amerikanische Schriftstellerin († 1961)

### Mai
- 03. Mai: Hans Trapp, deutscher Fußballspieler und Sportfunktionär († 1938)
- 04. Mai: Karel Domin, tschechischer Botaniker († 1953)
- 04. Mai: Wilhelm Lehmann, deutscher Schriftsteller († 1968)
- 05. Mai: Albert H. Rausch, deutscher Schriftsteller († 1949)
- 05. Mai: Douglas Mawson, britischer Antarktisforscher († 1958)
- 05. Mai: Sylvia Pankhurst, britische Frauenrechtlerin († 1960)
- 06. Mai: Emilio Bontà, Schweizer Lehrer und Heimatforscher († 1953)

Wilhelm von Preußen, um 1901

- 06. Mai: Wilhelm von Preußen, Kronprinz des Deutschen Reichs († 1951)
- 07. Mai: Emmerich David, deutscher Geistlicher und Generalvikar in Köln († 1953)
- 07. Mai: Willem Elsschot, niederländischsprachiger Schriftsteller aus Belgien († 1960)
- 09. Mai: Edward Aloysius Mooney, Erzbischof von Detroit und Kardinal († 1958)
- 09. Mai: Richard Weissbach, deutscher Verleger († 1950)
- 10. Mai: Luis Subercaseaux Errázuriz, chilenischer Diplomat, Leichtathlet und Fußballspieler († 1973)
- 10. Mai: Edmond Pichon, französischer Automobilrennfahrer († 1961)
- 11. Mai: Joseph Marx, österreichischer Komponist († 1964)
- 11. Mai: Otto Schreiber, deutscher Rechtswissenschaftler und Hochschullehrer († 1929)
- 12. Mai: Ludovic Lamothe, haitianischer Pianist und Komponist († 1953)
- 13. Mai: Franz Aigner, österreichischer Physiker († 1945)

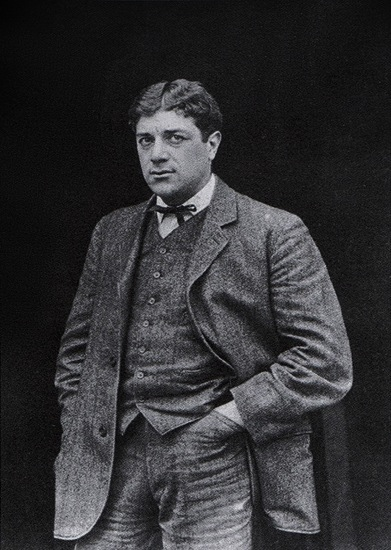
Georges Braque, 1908

- 13. Mai: Georges Braque, französischer Maler des Kubismus († 1963)
- 16. Mai: Simeon Price, US-amerikanischer Golfer († 1945)
- 18. Mai: Georgi Atanassow, bulgarischer Komponist und Dirigent († 1931)
- 18. Mai: Eduardo Fabini, uruguayischer Komponist († 1950)
- 20. Mai: Sigrid Undset, norwegische Romanautorin, Novellistin und Essayistin († 1949)
- 22. Mai: Hugo Häring, deutscher Architekt und Autor († 1958)
- 22. Mai: Walter Behrmann, deutscher Geograph († 1955)
- 23. Mai: Francesco Alberti, Schweizer römisch-katholischer Geistlicher, Journalist und Politiker († 1939)
- 24. Mai: Heinz Hanus, österreichischer Regisseur († 1972)
- 25. Mai: Maurice Le Boucher, französischer Komponist, Organist und Musikpädagoge († 1964)
- 25. Mai: Alexander Isaak Cemach, russisch-österreichisch-britischer Mediziner und Hochschullehrer († 1958)
- 25. Mai: Ernst von Weizsäcker, deutscher Diplomat und Politiker († 1951)
- 26. Mai: Heinrich Deiters, deutscher Schriftsteller und Journalist († 1971)
- 29. Mai: Jan Schoemaker, niederländischer Fußballspieler († 1954)
- 30. Mai: Wyndham Halswelle, britischer Leichtathlet und Olympiasieger († 1915)
- 31. Mai: Friedrich Uhl, deutscher Hockeyspieler († 1953)

### Juni
- 03. Juni: Hugo Rudolph Kruyt, niederländischer Chemiker († 1959)
- 04. Juni: Erwin Lendvai, ungarischer Komponist († 1949)
- 04. Juni: John Bauer, schwedischer Maler und Illustrator († 1918)

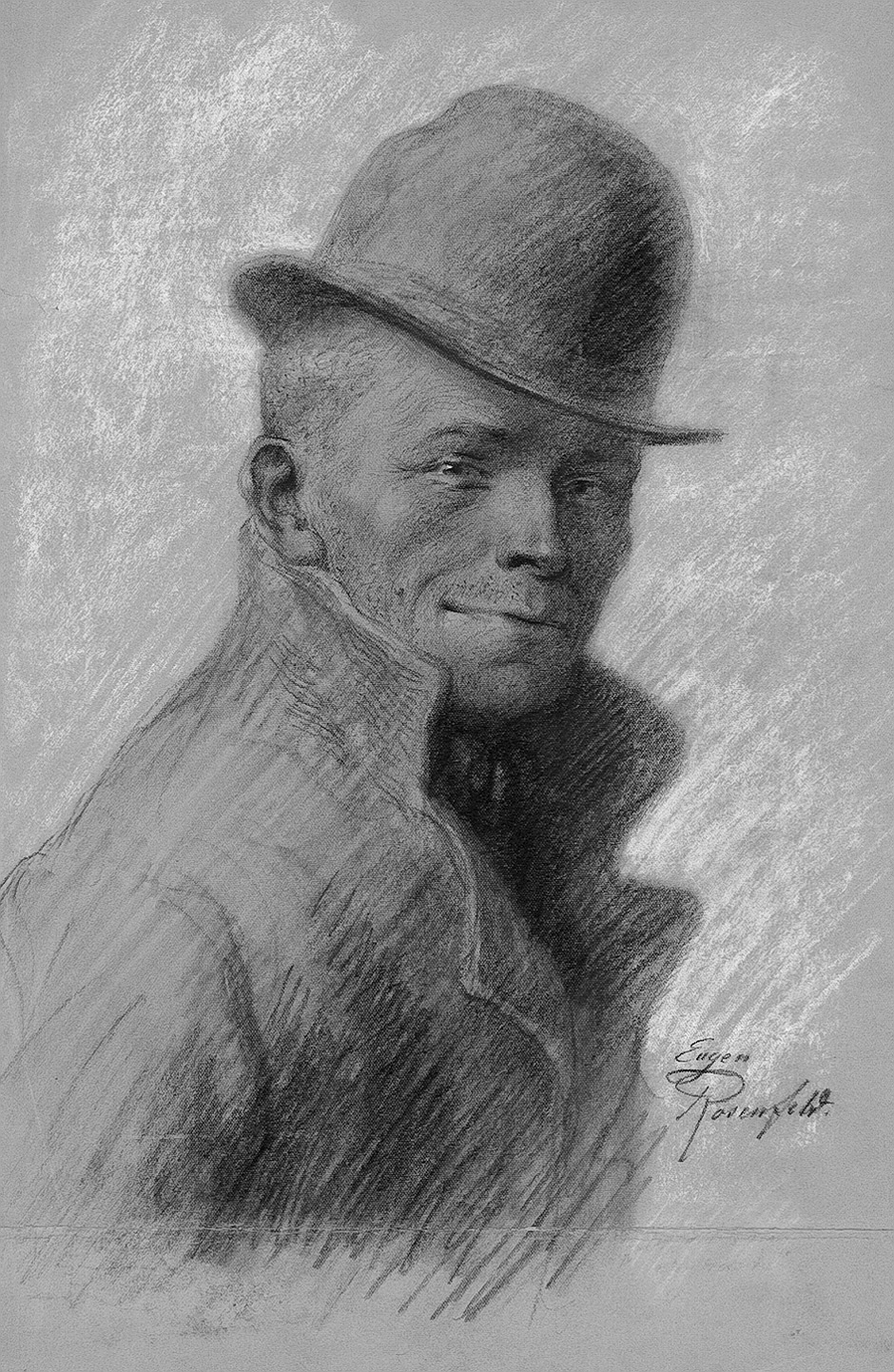
Karl Valentin

- 04. Juni: Karl Valentin, bayerischer Komiker, Kabarettist, Autor und Filmproduzent († 1948)
- 05. Juni: Franz Hörner, deutscher Automobilrennfahrer († 1944)
- 05. Juni: Ludwig Mathar, deutscher Schriftsteller († 1958)
- 09. Juni: Bobby Kerr, kanadischer Leichtathlet, Olympiasieger und späterer Sportfunktionär († 1963)
- 11. Juni: Alvin Langdon Coburn, US-amerikanischer Fotograf († 1966)
- 11. Juni: Géza de Kresz, österreich-ungarisch-kanadischer Geiger, Musikpädagoge und Komponist († 1959)
- 13. Juni: Olga Alexandrowna Romanowa, Großfürstin von Russland († 1960)
- 15. Juni: Ion Antonescu, Ministerpräsident und Generalstabschef Rumäniens († 1946)
- 15. Juni: Morgan Foster Larson, US-amerikanischer Politiker († 1961)
- 16. Juni: Mohammad Mossadegh, Premierminister des Iran († 1967)
- 17. Juni: Adolf Friedrich VI., Großherzog von Mecklenburg-Strelitz († 1918)

Igor Strawinski

- 17. Juni: Igor Fjodorowitsch Strawinski, russisch-US-amerikanischer Komponist († 1971)
- 17. Juni: Wilhelm Hausenstein, deutscher Schriftsteller, Publizist und Diplomat († 1957)
- 18. Juni: Louis Bailly, kanadischer Violinist und Musikpädagoge († 1974)
- 18. Juni: Georgi Michajlow Dimitrow, bulgarischer Politiker, Kommunist († 1949)
- 18. Juni: Hermann Foppa, österreichischer Politiker († 1959)
- 21. Juni: Hermann Etzel, deutscher Politiker († 1978)
- 21. Juni: Lluís Companys, spanischer (katalanischer) Politiker († 1940)
- 21. Juni: Rockwell Kent, US-amerikanischer Maler und Grafiker († 1971)
- 24. Juni: Maurice Asselin, französischer Maler, Radierer, Lithograf und Aquarellist († 1947)
- 24. Juni: François Mayoux, französischer Pazifist († 1967)
- 24. Juni: Carl Diem, deutscher Sportfunktionär und -wissenschaftler († 1962)
- 26. Juni: Rudolf Pummerer, österreichisch-deutscher Chemiker († 1973)
- 27. Juni: Eduard Spranger, deutscher Pädagoge, Psychologe, Philosoph († 1963)
- 29. Juni: Franz Seldte, deutscher Politiker und Reichsarbeitsminister († 1947)
- 29. Juni: Henri Fabre, französischer Luftfahrtpionier († 1984)
- 30. Juni: Hans Mierendorff, deutscher Schauspieler († 1955)
- 30. Juni: Sven Rudolphsson Lidman, schwedischer Schriftsteller († 1960)

### Juli
- 01. Juli: Friedrich Wilhelm Andreas, deutscher Bildhauer, Porzellandesigner und Innenarchitekt († 1951)
- 01. Juli: Theodor Meyer, deutscher Mathematiker, Physiker und Lehrer († 1972)
- 02. Juli: Marie Bonaparte, französische Psychoanalytikerin († 1962)
- 03. Juli: Dirk Lotsy, niederländischer Fußballspieler († 1965)
- 04. Juli: Agostino Mancinelli, Erzbischof von Benevent († 1962)
- 04. Juli: Hermann von Wenckstern, deutscher Forst- und Volkswirt († 1964)
- 05. Juli: Hazrat Inayat Khan, sufischer Mystiker († 1927)
- 06. Juli: Ernst Krieck, deutscher Pädagoge und Schriftsteller († 1947)
- 07. Juli: Israel Aharoni, israelischer Zoologe († 1946)
- 07. Juli: Henri Alphonse Barnoin, französischer Maler († 1935)
- 07. Juli: Zdzisław Jachimecki, polnischer Musikwissenschaftler und -pädagoge († 1953)
- 07. Juli: Janka Kupala, belarussischer Nationaldichter, Dramatiker, Publizist und Übersetzer († 1942)
- 08. Juli: John Anderson, britischer Politiker († 1958)
- 08. Juli: Percy Grainger, australischer Komponist und Professor († 1961)
- 09. Juli: Robert Oppenheim, deutscher Privatbankier († 1956)
- 10. Juli: Josef Bayer, österreichischer Archäologe († 1931)
- 11. Juli: Leonard Nelson, deutscher Mathematiker und Philosoph († 1927)
- 11. Juli: Götz Riedesel zu Eisenbach, deutscher Beamter und Offizier († 1914)
- 12. Juli: Juan Gualberto Guevara, peruanischer Geistlicher, Erzbischof von Lima und Kardinal († 1954)
- 12. Juli: Tod Browning, US-amerikanischer Filmregisseur († 1968)
- 12. Juli: Eugen Schmitz, deutscher Musikwissenschaftler und -kritiker († 1959)
- 14. Juli: Heinrich von Gleichen-Rußwurm, deutscher Publizist († 1959)
- 16. Juli: Alfons Brehm, deutscher Hockeyspieler († 1968)
- 17. Juli: James Fownes Somerville, britischer Admiral († 1949)
- 18. Juli: Marcello Mimmi, italienischer Kardinal der römisch-katholischen Kirche († 1961)
- 22. Juli: Edward Hopper, US-amerikanischer Maler († 1967)
- 22. Juli: Emil Lederer, böhmisch-österreichischer Ökonom († 1939)
- 22. Juli: Matthias Pier, deutscher Chemiker († 1965)
- 22. Juli: Marceli Popławski, polnischer Komponist, Geiger, Dirigent und Musikpädagoge († 1948)
- 23. Juli: Georg Jacoby, deutscher Regisseur und Autor († 1964)
- 23. Juli: Hans Kyser, deutscher Schriftsteller und Filmregisseur († 1940)
- 26. Juli: Adolf Suter, Schweizer Jurist und Politiker († 1947)
- 27. Juli: Donald Crisp, britischer Schauspieler und Regisseur († 1974)
- 27. Juli: Geoffrey de Havilland, englischer Flugpionier und Konstrukteur († 1965)
- 27. Juli: Oswald Thomas, österreichischer Astronom († 1963)

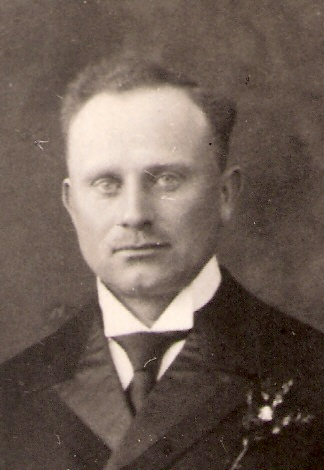
Peter Mieden

- 30. Juli: Peter Mieden, deutscher Landwirt, Landwirtschaftsfunktionär und Politiker († 1962)
- 31. Juli: Grete Gulbransson, österreichische Schriftstellerin und Heimatdichterin († 1934)
- 31. Juli: Anna Mahé, französische Anarchistin († 1960)

### August
- 01. August: Agapios Salomon Naoum, libanesischer Erzbischof († 1967)
- 01. August: Reinhold Wulle, deutscher Politiker und Publizist († 1950)
- 02. August: Friedrich Hauck, deutscher evangelischer Geistlicher und Hochschullehrer († 1954)
- 02. August: Johannes Tralow, deutscher Romanautor, Erzähler, Dramatiker und Publizist († 1968)
- 03. August: Louis Biester, deutscher Politiker († 1965)
- 03. August: Vilém Mathesius, tschechischer Linguist, Historiker und Anglist († 1945)
- 03. August: Segundo Luis Moreno, ecuadorianischer Komponist († 1972)
- 04. August: Leonhard Maria Adler, österreichisch-deutscher Ingenieur, Politiker und Arbeiterpriester († 1965)
- 07. August: Hanns F. J. Kropff, deutscher Werbewirtschaftler († 1963)
- 08. August: Oscar K. Allen, US-amerikanischer Politiker († 1936)
- 09. August: Titus Maria Horten, deutscher katholischer Priester und Heiliger († 1936)
- 09. August: Hermann Romberg, deutscher Schauspieler († 1929)
- 10. August: William Van Alen, US-amerikanischer Architekt († 1954)
- 11. August: Walter Streule, Schweizer Fußballspieler und -funktionär († unbekannt)
- 12. August: Gaston Cabannes, französischer Politiker († 1950)
- 13. August: Jean Blake Coulthard, kanadische Pianistin und Musikpädagogin († 1933)
- 15. August: Marion Bauer, US-amerikanische Komponistin († 1955)
- 16. August: Erhard Doebler, deutsch-baltischer Geistlicher und Pädagoge, evangelischer Märtyrer († 1919)
- 16. August: Christian Mortensen, Däne, ältester Mann aller Zeiten (gesichert) († 1998)
- 17. August: Paul Andres, schweizerischer Arzt und Politiker († 1974)
- 18. August: Hermann Liebmann, deutscher Politiker († 1935)
- 18. August: Marcel Samuel-Rousseau, französischer Komponist († 1955)
- 19. August: Otto Steinwachs, Weihbischof der Alt-Katholischen Kirche in Deutschland († 1977)
- 20. August: Ricardo Joaquín Alfaro Jované, panamaischer Staatspräsident († 1971)
- 21. August: Franz Kruckenberg, deutscher Ingenieur († 1965)
- 22. August: Heinrich Anwender, rumänischer Journalist, Politiker und Buchdrucker († 1948)
- 22. August: Raymonde de Laroche, französische Pilotin, erste Frau der Welt, die einen Pilotenschein machte († 1919)
- 22. August: Elisabeth de Meuron, Persönlichkeit in Bern († 1980)
- 24. August: Eva Speyer, deutsche Schauspielerin († 1975)
- 24. August: Walter Stengel, deutscher Kulturhistoriker († 1960)
- 25. August: Seán Ó Ceallaigh, irischer Politiker und Staatspräsident († 1966)

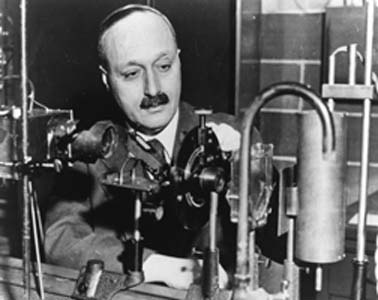
James Franck

- 26. August: James Franck, deutsch-US-amerikanischer Physiker († 1964)
- 27. August: Jaroslav Křička, tschechischer Komponist († 1969)
- 27. August: Hubert Marischka, österreichischer Regisseur und Drehbuchautor († 1959)
- 27. August: Enrico Pasteur, italienischer Fußballspieler, -trainer und -schiedsrichter sowie Wasserballspieler und -schiedsrichter († 1958)
- 28. August: Ernst Weiß, österreichischer Arzt und Schriftsteller († 1940)
- 31. August: Franz Hofer, deutscher Filmregisseur († 1945)

### September
- 02. September: Paul Robien, deutscher Naturschutzaktivist, Vordenker der Umweltbewegung († 1945)
- 04. September: Leonhard Frank, deutscher Schriftsteller und Pazifist († 1961)
- 06. September: John Powell, US-amerikanischer Pianist und Komponist († 1963)
- 06. September: Paul Fischer, deutscher Fußballspieler († 1942)
- 07. September: August Thienemann, deutscher Zoologe und Ökologe († 1960)
- 08. September: Alberto Vojtěch Frič, tschechischer Kakteensammler und Pflanzenjäger († 1944)
- 09. September: Milton Manaki, osmanischer Filmpionier († 1964)
- 09. September: Friedrich Weigle, deutscher Orgelbauer († 1958)
- 13. September: Herbert Berliner, kanadischer Musikproduzent und Erfinder († 1966)
- 13. September: Ramón Grau San Martín, kubanischer Präsident († 1969)
- 14. September: Harald Fryklöf, schwedischer Organist, Musikpädagoge und Komponist († 1919)
- 14. September: Marjorie Pickthall, englisch-kanadische Schriftstellerin († 1922)
- 15. September: Otto Weddigen, deutscher U-Boot-Kommandant († 1915)
- 16. September: Rudolf Kägi, Schweizer Lehrer, Heimatforscher und Schriftsteller († 1959)
- 16. September: Ricardo Rojas, argentinischer Schriftsteller, Essayist, Bildungspolitiker und Pädagoge († 1957)
- 18. September: Lilly Dieckmann, deutsche Salonnière und Mäzenin († 1958)
- 19. September: Domingos Leite Pereira, portugiesischer Politiker († 1956)
- 19. September: Robert Storm Petersen, dänischer Maler, Cartoonist, Schnellzeichner, Conférencier, Kabarettist und Schauspieler († 1949)
- 20. September: Ossip Bernstein, französischer Schachspieler († 1962)
- 21. September: Hubert Eisdell, englischer Sänger († 1948)
- 21. September: Friedrich Ranke, deutscher Germanist und Volkskundler († 1950)
- 22. September: Wilhelm Keitel, Generalfeldmarschall im Dritten Reich († 1946)
- 24. September: Alfons Petzold, österreichischer Schriftsteller († 1923)
- 24. September: Max Décugis, französischer Tennisspieler († 1978)
- 26. September: Eduard von der Heydt, deutscher Bankier, Kunstsammler und Mäzen († 1964)
- 27. September: Elly Ney, deutsche Pianistin und Interpretin der Werke von Ludwig van Beethoven († 1968)
- 28. September: Alexander Pawlowitsch Kutepow, General im Russischen Bürgerkrieg († 1930)
- 29. September: Julius Adler, deutscher Rechtsanwalt († 1934)
- 29. September: Suzuki Miekichi, japanischer Roman- und Kinderbuchautor († 1936)
- 30. September: George Bancroft, US-amerikanischer Schauspieler († 1956)

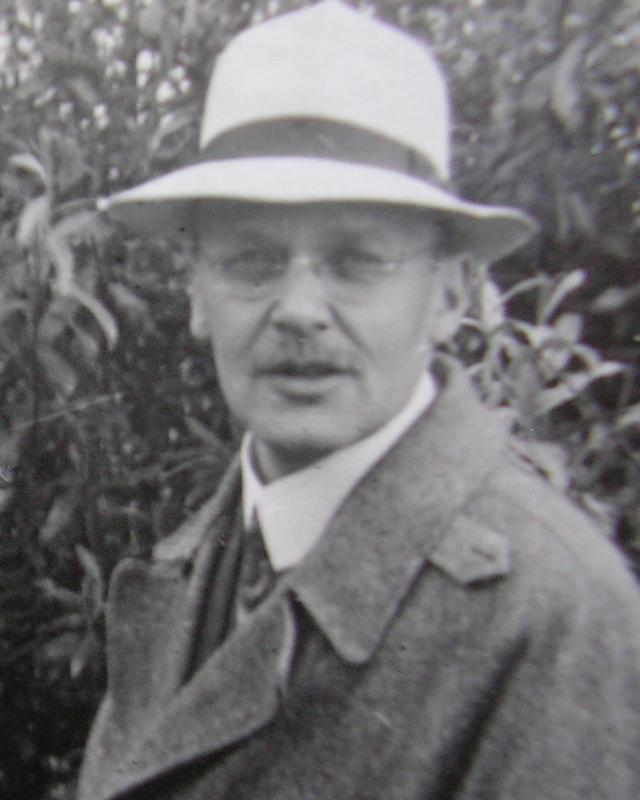
Hans Geiger, 1928

- 30. September: Hans Geiger, deutscher Physiker († 1945)

### Oktober
- 02. Oktober: Martin Armstrong, britischer Schriftsteller, Dichter, Herausgeber und Journalist († 1974)
- 02. Oktober: Boris Michailowitsch Schaposchnikow, sowjetischer Marschall († 1945)
- 05. Oktober: Giorgio Abetti, italienischer Astronom († 1982)

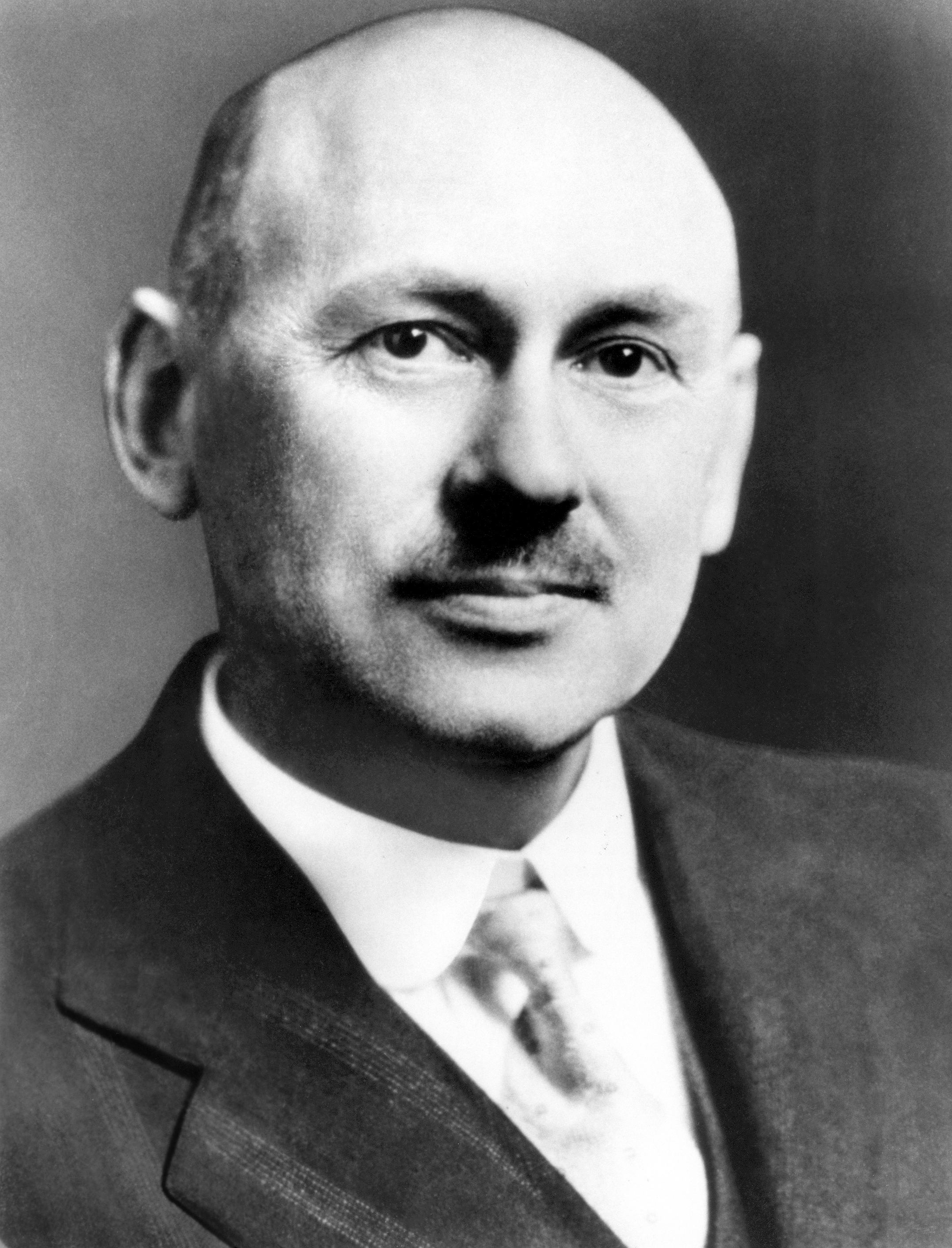
Robert Goddard

- 05. Oktober: Robert Goddard, US-amerikanischer Wissenschaftler († 1945)
- 06. Oktober: Karol Szymanowski, polnischer Komponist († 1937)
- 10. Oktober: Behice Maan, Gattin von Sultan Abdülhamid II († 1969)
- 11. Oktober: John Francis D’Alton, Erzbischof von Armagh und Kardinal († 1963)
- 11. Oktober: Robert Nathaniel Dett, kanadischer Komponist und Pianist († 1943)
- 11. Oktober: Will Vesper, deutscher Schriftsteller und Literaturkritiker († 1962)
- 12. Oktober: Harry Liedtke, deutscher Schauspieler († 1945)
- 14. Oktober: Eamon de Valera, irischer Politiker, Premierminister und Staatspräsident († 1975)
- 15. Oktober: Carl von Schubert, deutscher Staatsbeamter und Diplomat († 1947)
- 16. Oktober: Hermann Detzner, deutscher Offizier und Schriftsteller († 1970)
- 17. Oktober: Olaf Fønss, dänischer Schauspieler († 1949)
- 17. Oktober: Otto Petschek, böhmischer bzw. tschechoslowakischer Unternehmer († 1934)
- 18. Oktober: Lucien Petit-Breton, französischer Radrennfahrer († 1917)
- 19. Oktober: Otto Rudolf Salvisberg, Schweizer Architekt († 1940)
- 19. Oktober: Umberto Boccioni, italienischer Maler und Bildhauer († 1916)
- 19. Oktober: Ottilie Reylaender, deutsche Malerin († 1965)
- 20. Oktober: Bela Lugosi, österreich-ungarisch-stämmiger US-amerikanischer Schauspieler († 1956)
- 20. Oktober: Margaret Dumont, US-amerikanische Schauspielerin († 1965)
- 21. Oktober: Hermann Mutschmann, deutscher Altphilologe († 1918)
- 24. Oktober: Hans Flatterich, deutscher Journalist und Politiker († 1964)
- 24. Oktober: Emmerich Kálmán, ungarischer Komponist († 1953)
- 25. Oktober: Florence Easton, englische Sopranistin († 1955)
- 25. Oktober: André-Damien-Ferdinand Jullien, römisch-katholischer Kardinal († 1964)
- 25. Oktober: Paul Kiem, deutscher (bayerischer) Volksmusiker († 1960)
- 26. Oktober: Georg Hellmuth Neuendorff, deutscher Schriftsteller und Reformpädagoge († 1949)
- 26. Oktober: William Henry Wills, US-amerikanischer Politiker († 1946)
- 27. Oktober: Charles Du Bos, französischer Schriftsteller und Literaturkritiker († 1939)
- 27. Oktober: Wilhelm Stapel, deutscher Publizist († 1954)
- 27. Oktober: Lazare Saminsky, russisch-jüdischer Komponist († 1959)
- 28. Oktober: Friedrich Wilhelm Neuffer, deutscher Bauingenieur und Wissenschaftler († 1960)
- 28. Oktober: Grigol Robakidse, georgischer Schriftsteller († 1962)
- 29. Oktober: Jean Giraudoux, französischer Dramatiker († 1944)
- 29. Oktober: Jenő Fuchs, ungarischer Fechter († 1955)
- 30. Oktober: Günther von Kluge, Generalfeldmarschall im Dritten Reich († 1944)
- 30. Oktober: Frauke Missfeldt-Bünz, deutsche Malerin († 1976)
- 30. Oktober: Oldřich Duras, tschechoslowakischer Schachmeister († 1957)
- 30. Oktober: William F. Halsey, US-amerikanischer Admiral († 1959)

### November
- 02. November: Marius Lejeune, französischer Ruderer († 1949)
- 02. November: Leo Perutz, österreichischer Schriftsteller († 1957)
- 03. November: Jakub Kolas, belarussischer Dichter und Schriftsteller († 1956)
- 04. November: Bob Douglas, US-amerikanischer Sportmanager, Gründer der New York Renaissance († 1979)
- 05. November: Ludwig Marum, deutscher Rechtsanwalt und Politiker († 1934)
- 07. November: Sam Ford, US-amerikanischer Politiker († 1961)
- 10. November: Else Bostelmann, deutsch-amerikanische Autorin und Malerin († 1961)
- 10. November: August Frickenhaus, deutscher Archäologe († 1925)
- 10. November: Max Mell, österreichischer Dramatiker und Lyriker († 1971)

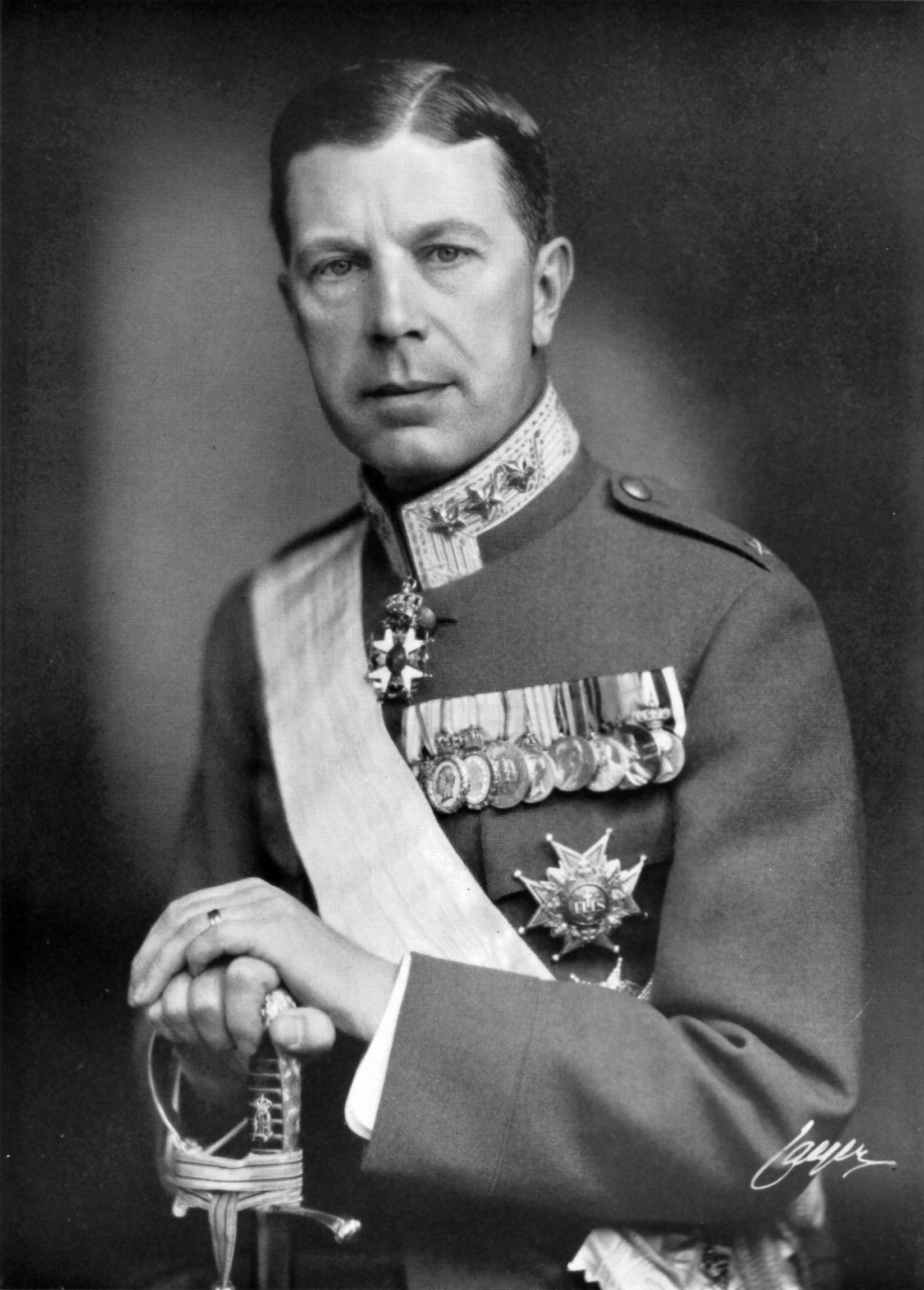
Gustaf VI. Adolf

- 11. November: Gustav VI. Adolf, schwedischer König († 1973)
- 11. November: Viggo Kihl, kanadischer Pianist und Musikpädagoge († 1945)
- 11. November: Theodor Roeingh, deutscher Landwirt und Politiker († 1945)
- 12. November: Giuseppe Antonio Borgese, italienischer Kritiker und Schriftsteller († 1952)
- 13. November: Joseph Cardijn, belgischer römisch-katholischer Geistlicher, Begründer der internationalen Christlichen Arbeiterjugend († 1967)
- 13. November: Estanislao Mejía, mexikanischer Komponist († 1967)
- 14. November: Norah de Kresz, englische Pianistin und Musikpädagogin († 1960)
- 16. November: Carl Wenglein, deutscher Nadelfabrikant und Naturschützer († 1935)
- 17. November: Maurice Germot, französischer Tennisspieler († 1958)
- 18. November: Édouard Brisson, französischer Automobilrennfahrer († 1948)
- 18. November: Amelita Galli-Curci, italienische Koloratursopranistin († 1963)
- 18. November: Jacques Maritain, französischer Philosoph († 1973)
- 18. November: Wyndham Lewis, englischer Schriftsteller und Maler († 1957)
- 19. November: Dmitri Alexejewitsch Smirnow, russischer Sänger (Tenor) († 1944)
- 20. November: Felix Linnemann, deutscher Fußballfunktionär, Präsident des deutschen Fußball-Bundes († 1948)
- 20. November: Mikael Simonsen, dänischer Ruderer († 1950)
- 23. November: Victor Antoni, französischer Politiker († 1966)
- 23. November: Fernand Alfred Désiré Augereau, französischer Radrennfahrer († 1958)
- 23. November: John Rabe, deutscher Kaufmann († 1950)
- 24. November: Eric Rucker Eddison, englischer Fantasy-Schriftsteller († 1945)
- 25. November: Herbert Assmann, deutscher Internist und Hochschullehrer († 1950)
- 26. November: Arishima Ikuma, japanischer Schriftsteller und Maler († 1974)
- 27. November: Adolf Abel, deutscher Architekt († 1968)
- 29. November: Vali von der Osten, deutscher Sopran († 1923)

### Dezember
- 01. Dezember: Armida Barelli, italienische Aktivistin der Frauenbewegung († 1952)
- 03. Dezember: Edmond Audemars, schweizerischer Radrennfahrer, Flugpionier und Unternehmer († 1970)
- 03. Dezember: Giovanni Rossignoli, italienischer Radrennfahrer († 1954)
- 06. Dezember: Eugen Neufeld, österreichischer Schauspieler († 1950)
- 08. Dezember: Manuel María Ponce, mexikanischer Komponist († 1948)
- 10. Dezember: James Lawton Collins, US-amerikanischer 2-Sterne-General († 1963)
- 10. Dezember: Otto Neurath, österreichischer Philosoph, Soziologe und Ökonom († 1945)
- 10. Dezember: Martina Wied, österreichische Schriftstellerin († 1957)
- 11. Dezember: Thea Arnold, deutsche Politikerin († 1966)
- 11. Dezember: Max Born, deutscher Mathematiker und Physiker († 1970)
- 11. Dezember: Fiorello La Guardia, US-amerikanischer Bürgermeister († 1947)
- 11. Dezember: Daniel Anguiano, spanischer Politiker und Gewerkschafter († 1963)
- 12. Dezember: William N. Doak, US-amerikanischer Politiker († 1933)
- 13. Dezember: Fritz Strich, deutsch-schweizerischer Literaturwissenschaftler († 1963)
- 14. Dezember: Wilhelm Keppler, deutscher Unternehmer und SS-Obergruppenführer († 1960)
- 16. Dezember: Zoltán Kodály, ungarischer Komponist und Musikethnologe († 1967)

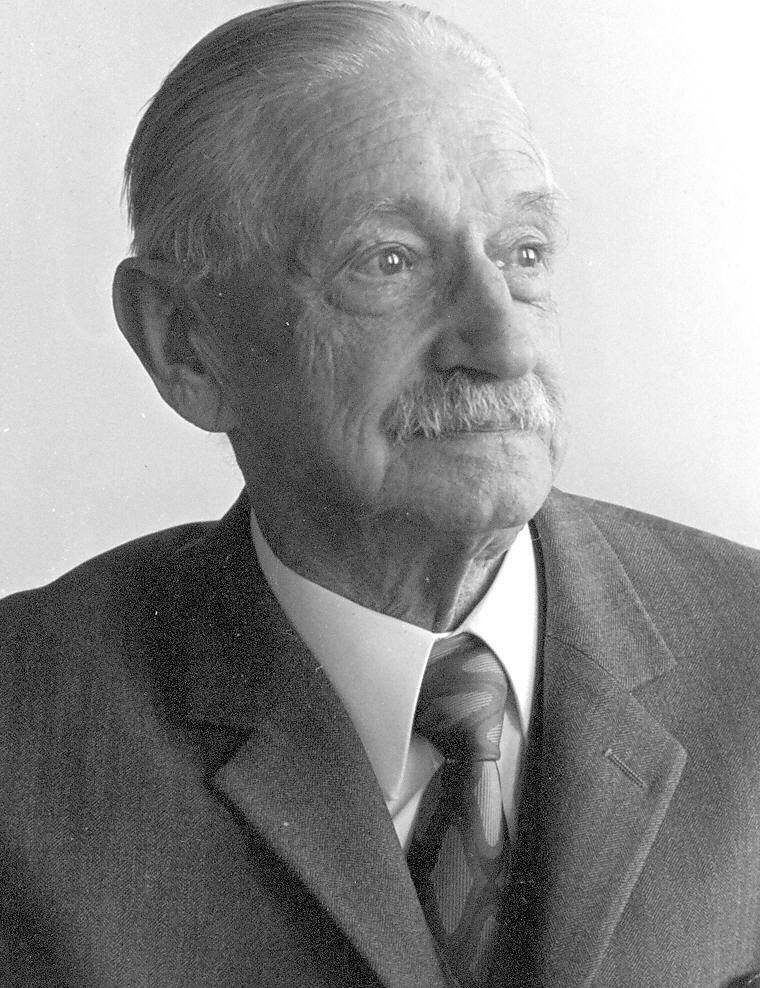
Walther Meißner

- 16. Dezember: Walther Meißner, deutscher Physiker († 1974)
- 17. Dezember: Edward Russell Ayrton, britischer Ägyptologe († 1914)
- 17. Dezember: Hanns Sassmann, österreichischer Schriftsteller († 1944)
- 19. Dezember: Walter Braunfels, deutscher Komponist und Pianist († 1954)
- 19. Dezember: Ralph DePalma, US-amerikanischer Motorrad- und Automobilrennfahrer († 1956)
- 19. Dezember: Bronisław Huberman, polnischer Violinist († 1947)
- 20. Dezember: Max Sailer, deutscher Automobilrennfahrer († 1964)
- 24. Dezember: Georg Blessing, deutscher Zahnarzt und Hochschullehrer († 1941)
- 27. Dezember: Agustín Abarca, chilenischer Maler († 1953)
- 27. Dezember: Fridolin Keidel, deutscher Flugpionier († 1960)
- 27. Dezember: Alexander Rueb, niederländischer Schachfunktionär, Präsident der FIDE († 1959)
- 28. Dezember: Paul Diels, deutscher Sprachwissenschaftler und Slawist († 1963)
- 28. Dezember: Arthur Stanley Eddington, britischer Astrophysiker († 1944)
- 29. Dezember: Frank Delahanty, US-amerikanischer Baseballspieler († 1966)

### Genaues Geburtsdatum unbekannt
- Albert Ackermann, deutscher Unternehmer († 1954)
- Abdülhak Adnan Adıvar, türkischer Politiker, Schriftsteller, Historiker und Mediziner († 1955)
- Shigeru Aoki, japanischer Maler († 1911)
- Theodor Artmann, deutscher Kaufmann und Politiker († 1954)
- Morteza Gholi Bayat, iranischer Premierminister († 1955)
- Marguerite-Fadhma Aït Mansour Amrouche, algerische Sängerin († 1967)
- Cemil Cem, türkischer Karikaturist und Herausgeber († 1950)
- Ishii Hakutei, japanischer Maler und Grafiker († 1958)
- Arturo Rossato, italienischer Journalist, Dramatiker, Librettist und Lyriker († 1942)
- Mulai Yusuf, Sultan der Alawiden in Marokko († 1927)

## Gestorben

### Januar bis März
- 03. Januar: James William Harrison Ainsworth, englischer Autor (* 1805)
- 03. Januar: Alfred Dehodencq, französischer Maler (* 1822)
- 03. Januar: Clement Claiborne Clay, US-amerikanischer Politiker (* 1816)
- 06. Januar: Richard Henry Dana, Jr., US-amerikanischer Politiker und Schriftsteller (* 1815)
- 06. Januar: Nathan Davis, englischer Afrikaforscher (* 1812)
- 07. Januar: Ignacy Łukasiewicz, polnischer Chemiker, Apotheker und Erfinder. (* 1822)
- 10. Januar: Giovanni Dupré, italienischer Bildhauer (* 1817)

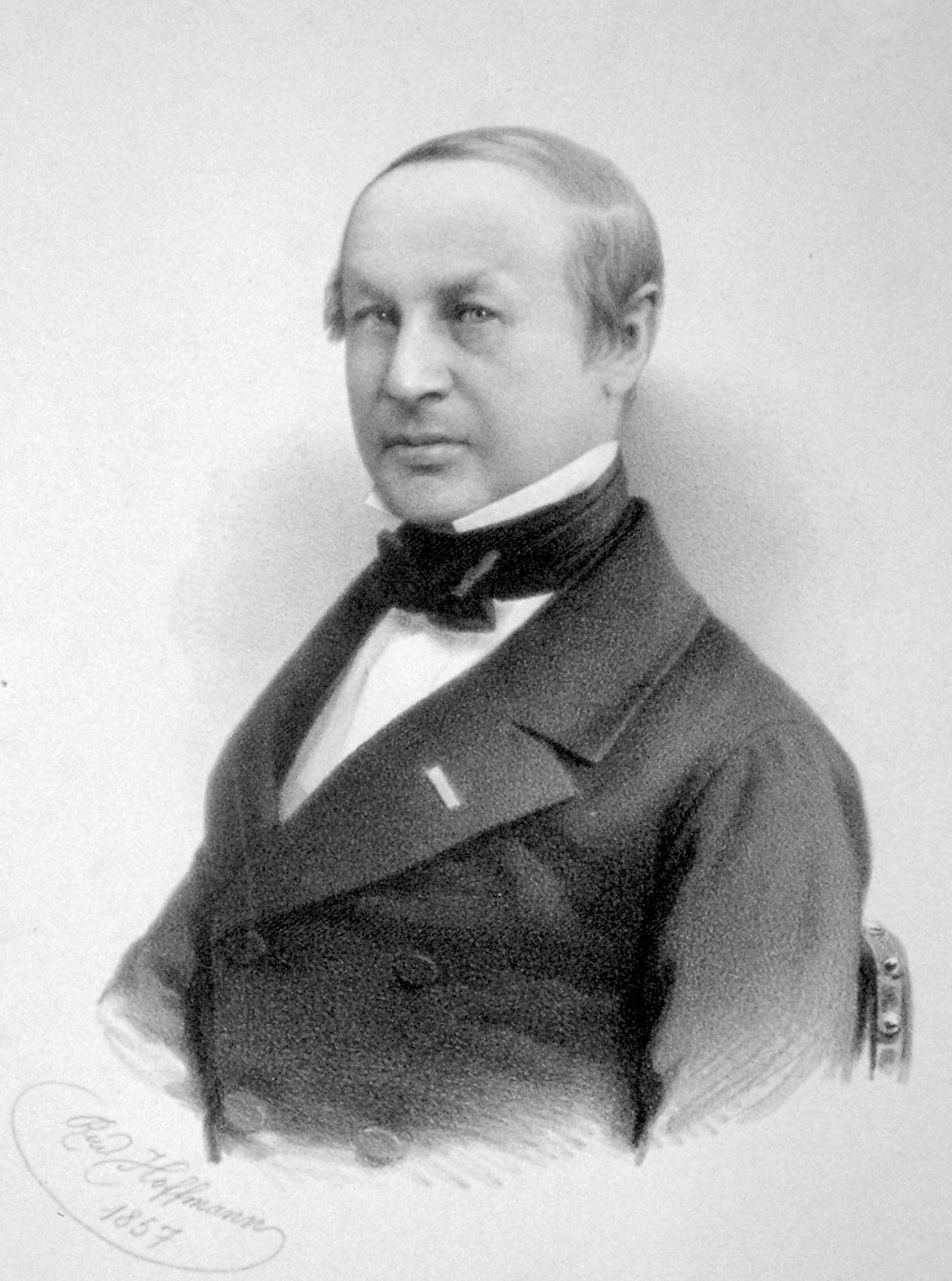
Theodor Schwann, 1857

- 11. Januar: Theodor Schwann, deutscher Physiologe (* 1810)
- 17. Januar: Alexander H. Bullock, US-amerikanischer Politiker (* 1816)
- 17. Januar: Adolf Mützelburg, deutscher Schriftsteller (* 1831)
- 17. Januar: Carlo Piaggia, italienischer Afrikareisender (* um 1830)
- 19. Januar: Hermann von Schlagintweit, deutscher Naturforscher und Entdecker (* 1826)
- 21. Januar: Eugen von Wrbna-Freudenthal, österreichischer Generalmajor (* 1822)
- 23. Januar: Karl Maria Kertbeny, österreichischer Journalist und Menschenrechtler (* 1824)
- 26. Januar: Robert Byington Mitchell, US-amerikanischer Politiker (* 1823)
- 29. Januar: Alfred von Henikstein, österreichischer Feldmarschallleutnant (* 1810)
- 30. Januar: Georg Jakob Friedrich Karl Aulenbach, deutscher Dichter (* 1810)
- 31. Januar: James Spriggs Payne, Präsident von Liberia (* 1819)
- 03. Februar: Johann Bartholome Arpagaus, schweizerischer Politiker und Arzt (* 1810)
- 04. Februar: John Hiles, englischer Organist und Musikpädagoge (* 1810)
- 05. Februar: Ludwig von Aretin, deutscher Politiker (* 1845)
- 06. Februar: James Joseph McCarthy, irischer Architekt (* 1817)
- 08. Februar: Berthold Auerbach, deutscher Schriftsteller (* 1812)
- 14. Februar: Henri-Auguste Barbier, französischer Schriftsteller (* 1805)
- 16. Februar: Julián Gavino Arcas Lacal, spanischer Gitarrist, Komponist und Gitarrenlehrer (* 1832)
- 21. Februar: Gottfried Wilhelm Lehmann, Gründungsvater der deutschen Baptisten (* 1799)
- 21. Februar: Hugo Emil Schober, deutscher Agrarwissenschaftler (* 1820)
- 23. Februar: Karl Christian Aubel, deutscher Porträtmaler (* 1796)
- 26. Februar: Moritz Daniel Oppenheim, deutscher Porträt- und Historienmaler (* 1800)
- 27. Februar: Alfred Jaell, österreichischer Pianist und Komponist (* 1832)
- 01. März: Theodor Kullak, deutscher Pianist und Komponist (* 1818)
- 02. März: Louis Kufferath, deutscher Komponist (* 1811)
- 03. März: Ludwig Kalisch, deutscher Schriftsteller (* 1814)
- 04. März: Milton Latham, US-amerikanischer Politiker (* 1827)
- 05. März: Gustav August Freiherr von Aichelburg, deutscher Politiker (* 1813)
- 05. März: Christoph Heinrich Boehringer, deutscher Apotheker und Unternehmer (* 1820)
- 10. März: Charles Wyville Thomson, britischer Professor für Zoologie (* 1830)
- 16. März: Johann Nepomuk Amberg, österreichischer Priester und Politiker (* 1802)
- 20. März: Hermann Karsten, deutscher evangelisch-lutherischer Theologe (* 1801)
- 24. März: Henry Wadsworth Longfellow, US-amerikanischer Schriftsteller (* 1807)
- 27. März: Thomas Jones Barker, englischer Maler (* 1813)
- 27. März: Stephen Augustus Hurlbut, US-amerikanischer Politiker, Diplomat und Kommandeur (* 1815)
- 27. März: Jørgen Moe, norwegischer Schriftsteller und Geistlicher (* 1813)
- 27. März: Mütercim Mehmed Rüşdi Pascha, Großwesir des Osmanischen Reiches (* 1811)

### April bis Juni
- 03. April: Jesse James, US-amerikanischer Gesetzloser (* 1847)
- 06. April: Martin Achleitner, „Wasseraufseher“ in München (* 1823)
- 09. April: Dante Gabriel Rossetti, britischer Maler (* 1828)
- 13. April: Bruno Bauer, deutscher Philosoph, Bibelkritiker und Schriftsteller (* 1809)
- 15. April: Karl Friedrich Christian Hasselmann, deutscher Pfarrer und Politiker (* 1794)

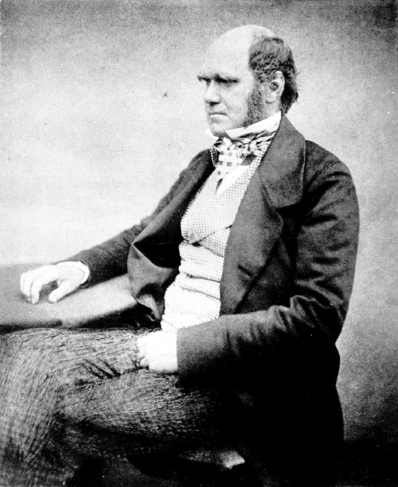
Charles Darwin

- 19. April: Charles Darwin, britischer Naturforscher (Entdecker der Evolutionstheorie) (* 1809)
- 20. April: Tuiskon Ziller, deutscher Philosoph und Pädagoge (Herbartianer) (* 1817)
- 21. April: Carl Gustav Friedrich Hasselbach, deutscher Politiker, Geheimer Regierungsrat, Oberbürgermeister von Magdeburg (* 1809)
- 25. April: Joseph Aschbach, deutscher Historiker (* 1801)
- 27. April: Carl Aubel, deutscher Ingenieur (* 1837)
- 27. April: Ferdinand Reich, deutscher Chemiker und Physiker (* 1799)
- 27. April: Ralph Waldo Emerson, US-amerikanischer Philosoph und Dichter (* 1803)
- 29. April: John Nelson Darby, britischer Theologe, Mitbegründer der Brüdergemeinde (* 1800)
- 01. Mai: Friedrich August Abt, deutscher Jurist und Politiker (* 1811)
- 03. Mai: Horace Maynard, US-amerikanischer Politiker (* 1814)
- 05. Mai: Johann Zeh, österreichischer Ingenieur (* 1816)
- 16. Mai: Konstantin Petrowitsch von Kaufmann, russischer General (* 1818)
- 17. Mai: François Chabas, französischer Ägyptologe (* 1817)
- 18. Mai: Theobald von Rizy, österreichischer Jurist und Politiker (* 1807)
- 23. Mai: Maria Arndts, deutsche Schriftstellerin (* 1823)
- 29. Mai: Hermann Hettner, deutscher Literatur- und Kunsthistoriker (* 1821)
- 01. Juni: Johannes Zeltner, deutscher Fabrikant und Unternehmer, Ehrenbürger in Wittenberg (* 1805)

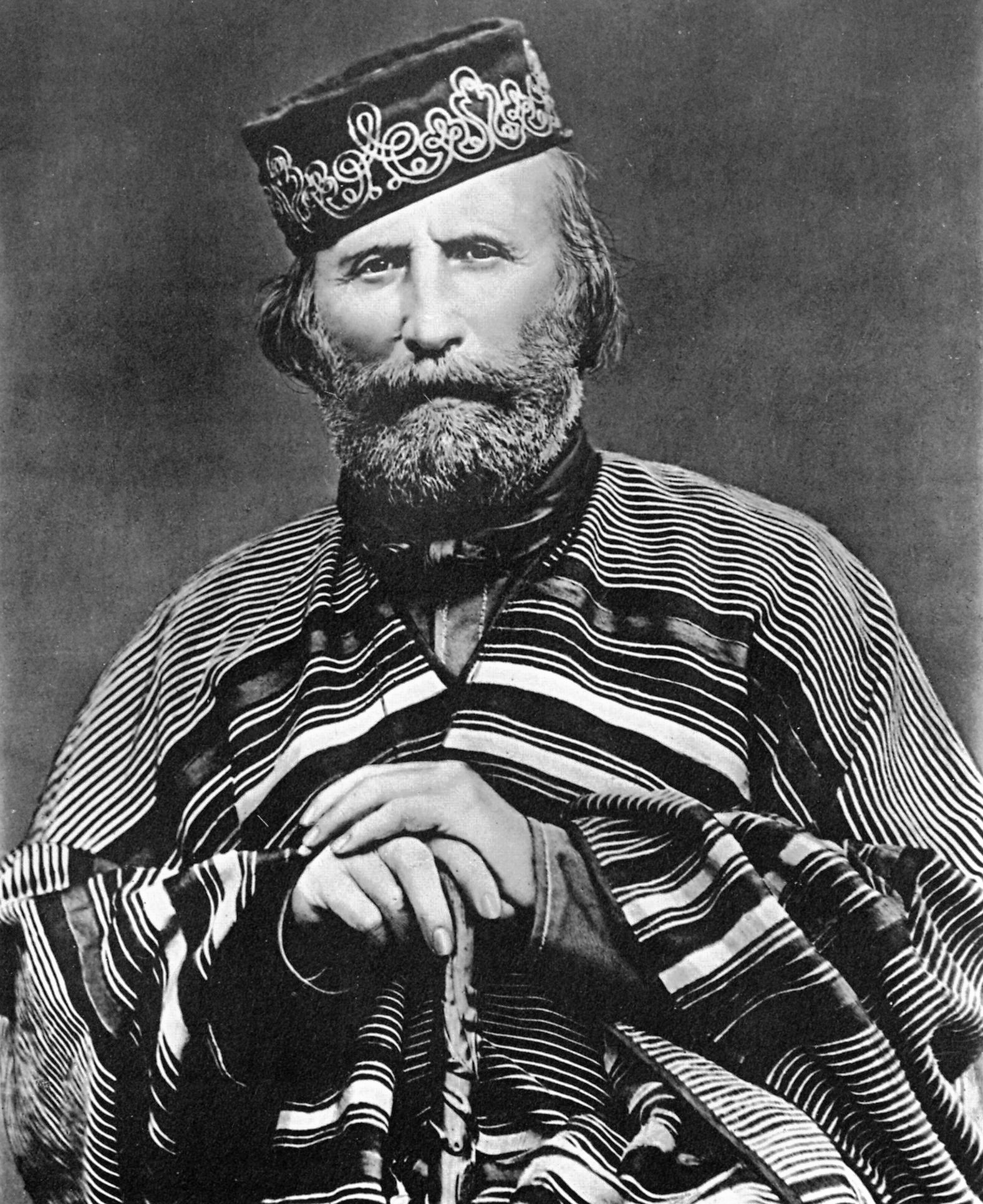
Giuseppe Garibaldi, um 1866

- 02. Juni: Giuseppe Garibaldi, italienischer Freiheitskämpfer (* 1807)
- 08. Juni: John Scott Russell, britischer Schiffbauer (* 1808)
- 15. Juni: William Dennison junior, US-amerikanischer Politiker (* 1815)
- 17. Juni: Wladimir Sollogub, russischer Schriftsteller (* 1813)
- 24. Juni: Joachim Raff, Schweizer Komponist (* 1822)

### Juli bis September
- 04. Juli: Ichabod Goodwin, US-amerikanischer Politiker (* um 1794)
- 07. Juli: Michail Skobelew, russischer General (* 1843)
- 13. Juli: Johnny Ringo, US-amerikanischer Revolverheld (* 1850)
- 18. Juli: Carl Hesse, deutscher Orgelbauer in Wien und Triest (* 1808)
- 22. Juli: Ludwig Auerbach, deutscher Dichter (* 1840)
- 25. Juli: Abel Burckhardt, Schweizer Pfarrer und Komponist (* 1805)
- 27. Juli: Johannes Jacobus van Oosterzee, niederländischer reformierter Theologe (* 1817)
- 29. Juli: Andrew Leith Adams, schottischer Mediziner, Naturforscher und Geologe (* 1827)
- 01. August: Henry Kendall, australischer Schriftsteller (* 1839)
- 10. August: Dethloff Carl Hinstorff, deutscher Verleger (* 1811)
- 13. August: George R. Dennis, US-amerikanischer Politiker (* 1822)
- 17. August: Dietrich Wilhelm Landfermann, deutscher Pädagoge, Demokrat und Schulleiter in Duisburg (* 1800)
- 17. August: Václav Bolemír Nebeský, tschechischer Dichter und Philosoph (* 1818)
- 20. August: Friedrich Benjamin von Lütke, russischer Marineoffizier, Geograf und Arktisforscher (* 1797)
- 21. August: Jurij Mihevec, slowenischer Komponist (* 1805)
- 25. August: Friedrich Reinhold Kreutzwald, estnischer Arzt und Schriftsteller (* 1803)
- 26. August: Orazio Antinori, italienischer Zoologe und Reisender (* 1811)
- 08. September: Joseph Liouville, französischer Mathematiker (* 1809)
- 10. September: Edmond Membrée, französischer Komponist (* 1820)
- 14. September: Georges Leclanché, französischer Chemiker (* 1839)
- 15. September: Otto Delitsch, deutscher Geograph (* 1821)
- 20. September: Albert Bitzius, Schweizer Theologe und Politiker (* 1835)
- 30. September: Adolf Heinrich Lier, Südtiroler Landschaftsmaler (* 1826)

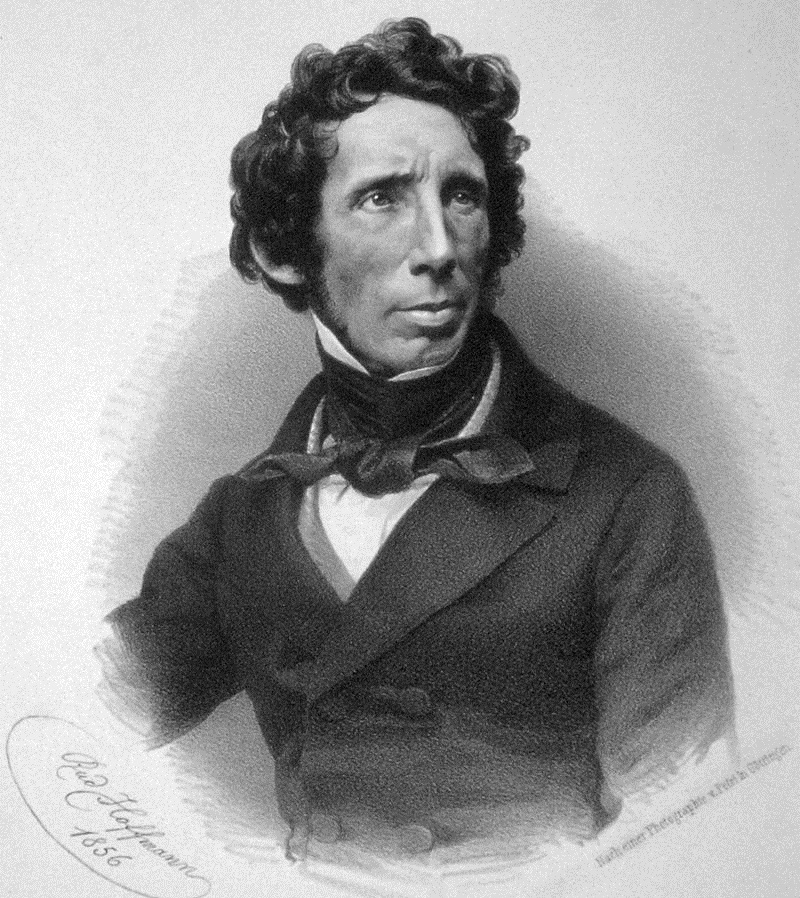
Friedrich Wöhler, 1856

- 23. September: Friedrich Wöhler, deutscher Chemiker (* 1800)
- 30. September: Alois von Anreiter, österreichischer Miniaturmaler (* 1803)

### Oktober bis Dezember
- 01. Oktober: Jules Noriac, französischer Schriftsteller und Librettist (* 1827)
- 05. Oktober: Karl Felix Halm, deutscher Altphilologe und Bibliothekar (* 1809)
- 07. Oktober: Louis Pierre Alexis Pothuau, französischer Marineoffizier und Politiker (* 1815)
- 08. Oktober: Johannes Schlosser, Schweizer Pädagoge (* 1804)
- 13. Oktober: Arthur de Gobineau, französischer Adeliger (* 1816)
- 19. Oktober: Johann Fürst, österreichischer Schauspieler und Theaterdirektor (* 1825)
- 20. Oktober: Julius Jacob der Ältere, deutscher Maler (* 1811)
- 20. Oktober: Arnold Rohlfs, deutscher Orgelbauer (* 1808)
- 22. Oktober: Ion Andreescu, rumänischer Maler (* 1850)
- 23. Oktober: Ezekiel A. Straw, US-amerikanischer Politiker (* 1819)
- 27. Oktober: Emile Guers, französisch-schweizerischer Geistlicher und Begründer der Genfer Freikirche (* 1794)
- 28. Oktober: Muhammad III. al-Husain, Bey von Tunis (* 1814)
- 30. Oktober: Andreas Albert, deutscher Werksmeister und Unternehmer (* 1821)
- 30. Oktober: Olegario Víctor Andrade, argentinischer Dichter (* 1839)
- 02. November: David Morgenstern, bayerischer Landtagsabgeordneter und Zinnfolienfabrikant (* 1814)
- 02. November: Cenobio Paniagua, mexikanischer Komponist (* 1821)
- 02. November: Willard Preble Hall, US-amerikanischer Politiker (* 1820)
- 03. November: Giovanni Battista Pioda, Schweizer Politiker (* 1808)
- 04. November: Otto Wartmann-Kägi, Schweizer Kaufmann im Orient (* 1841)
- 07. November: Julius Hübner, deutscher Maler und Museumsdirektor (* 1806)
- 11. November: Victor Chéri, französischer Komponist und Dirigent (* 1830)
- 11. November: Franz von Kobell, deutscher Mineraloge und Schriftsteller (* 1803)
- 12. November: August von Werder, deutscher Orgelbauer (* 1819)
- 13. November: Gottfried Kinkel, deutscher Theologe, Schriftsteller und Politiker (* 1815)
- 16. November: Carl Gottlieb Weigle, deutscher Orgelbauer (* 1810)
- 19. November: Mathias Mack, deutscher Apotheker (* 1801)
- 20. November: Ludwig von Arco-Zinneberg, deutscher Politiker (* 1840)
- 20. November: Adalbert Keler, ungarischer Komponist (* 1820)
- 21. November: Georgiana Archer, schottische Lehrerin (* 1827)
- 26. November: Otto Theodor von Manteuffel, preußischer Politiker (* 1805)
- 30. November: Joachim Marquardt, deutscher Gymnasiallehrer und Historiker (* 1812)
- 02. Dezember: Leopold Stein, deutscher Rabbiner (* 1810)
- 06. Dezember: Alfred Escher, Schweizer Politiker und Eisenbahnpionier (* 1819)
- 06. Dezember: Louis Blanc, französischer Gründer der Sozialdemokratie (* 1811)
- 09. Dezember: Hugh Allan, kanadischer Unternehmer (* 1810)
- 14. Dezember: Heinrich Wilhelm Krausnick, Oberbürgermeister von Berlin (* 1797)
- 20. Dezember: Benjamin G. Humphreys, US-amerikanischer Politiker (* 1808)
- 20. Dezember: Friedrich Ludwig Wilhelm Herbst, deutscher Pädagoge, Philologe, Lexikograf und Historiker. (* 1825)
- 22. Dezember: Leopold Alexander Friedrich Arends, deutscher Stenograf und Systemerfinder (* 1817)
- 26. Dezember: Henri Le Secq, französischer Fotograf (* 1818)
- 27. Dezember: Giovanni Losi, italienisch römisch-katholischer Ordenspriester (* 1838)
- 29. Dezember: Johann Gottlieb Egger, Schweizer Unternehmer und Politiker (* 1810)
- 30. Dezember: Anton Lutterbeck, deutscher katholischer Theologe und klassischer Philologe (* 1812)
- 31. Dezember: Léon Gambetta, französischer Staatsmann der Dritten Republik (* 1838)
- 31. Dezember: Francis Strother Lyon, US-amerikanischer Politiker (* 1800)

### Genaues Todesdatum unbekannt
- Georg Julius Andresen, deutscher Autor, Mediziner und Hydrotherapeut (* 1815)